# Constantin Brâncuși

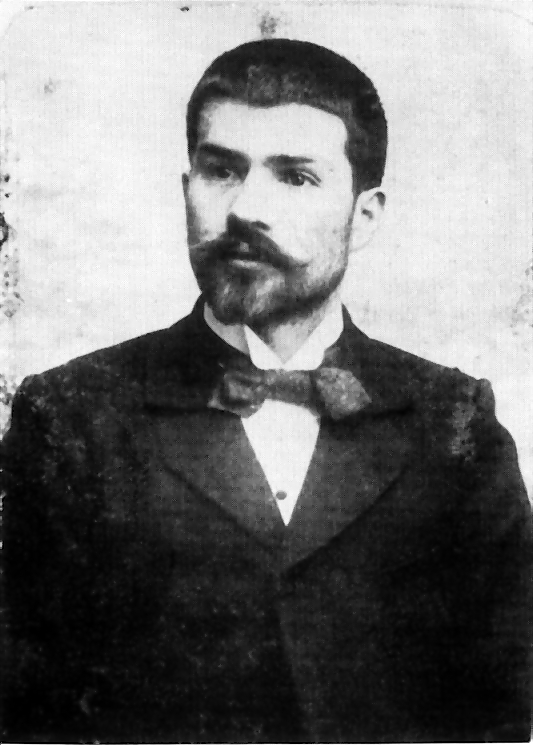
Constantin Brâncuși um 1905, kurz nach seiner Ankunft in Paris

Constantin Brâncuși [konstanˈtin brɨŋˈkuʃʲ] (Ausspracheⓘ, * 19. Februar 1876 in Hobița; † 16. März 1957 in Paris) war ein rumänisch-französischer Bildhauer der Moderne und Fotograf seiner Werke im Umfeld seines Ateliers. Brâncuși, der nach dem Besuch der Kunstakademie Bukarest ab 1904 in Paris lebte und arbeitete, zählt zu den prägenden Bildhauern des 20. Jahrhunderts, der neben Auguste Rodin, den der Künstler kannte und bewunderte, die Skulptur nachhaltig beeinflusste, indem er mit der wirklichkeitsgetreuen Wiedergabe von Objekten durch Reduktion brach. Nach einem traditionell-akademischen Werkbeginn bildete sich ab 1907 sein individueller Stil heraus, der von afrikanischer und rumänischer Volkskunst beeinflusst war.
Brâncușis plastische Arbeiten in Bronze, Marmor, Holz und Gips zeigen häufig abstrakte eiförmige Köpfe und fliegende Vögel; sie werden der Avantgarde in der Bildenden Kunst zugeschrieben. Er realisierte nur wenige Themen, die er in der Tendenz des Kubismus, mit dem er ab 1910 in Berührung kam, variierte. Mit dem dreiteiligen Kriegsdenkmal in Târgu Jiu aus dem Jahr 1938 erreichte er die Verschmelzung von Architektur und Skulptur.

## Leben

### Kindheit und Studium

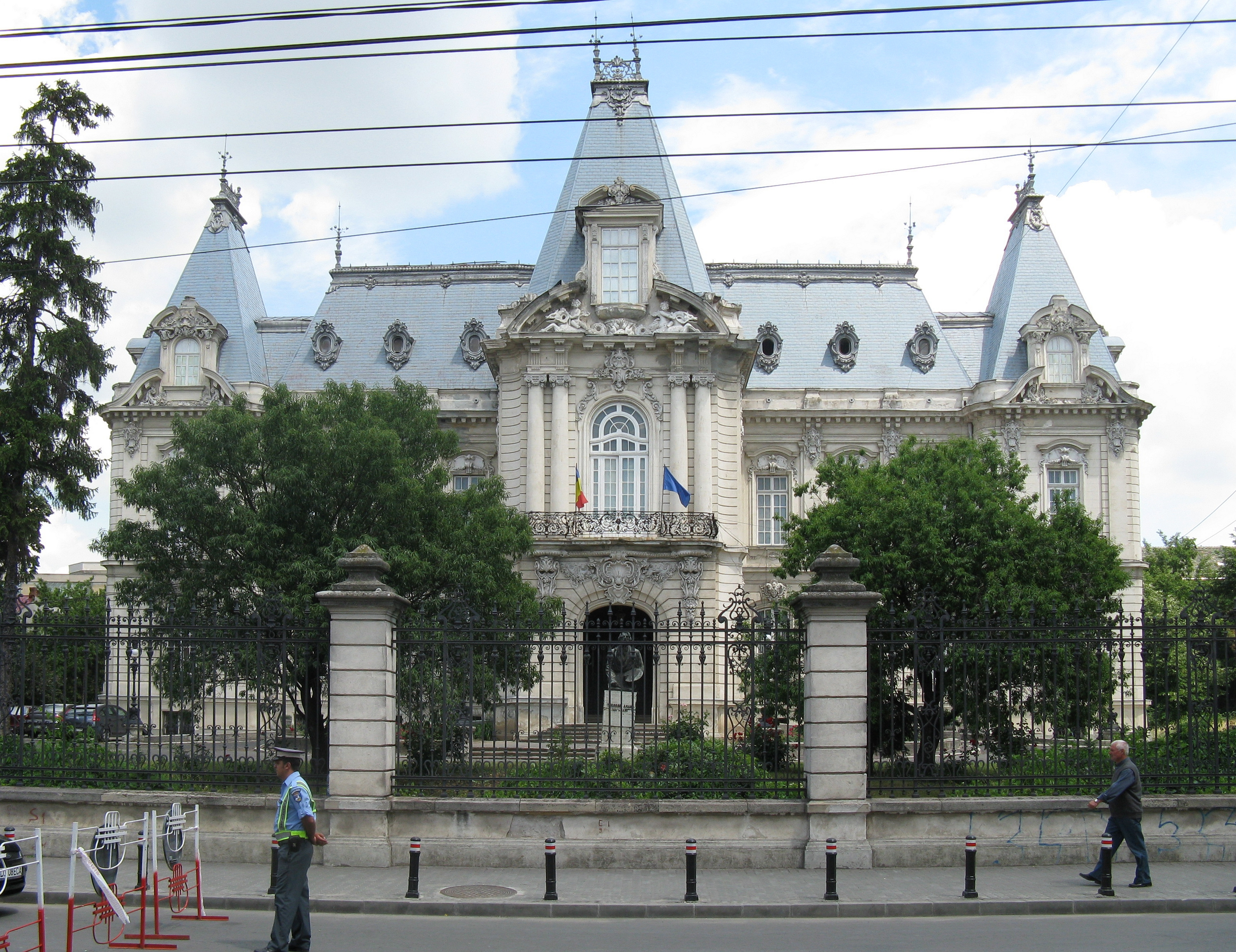
Das Kunstmuseum in Craiova, das einige Werke Brâncușis ausstellt, so eine Version des Kusses und Mademoiselle Pogány.

Constantin Brâncuși wurde am 19. Februar 1876 in Hobița aus zweiter Ehe von Nicolae Brâncuși (* 1831; † unbek.) und dessen Frau Maria Deaconescu (* 1852; † 1919) geboren. Der Vater war ein wohlhabender Mann, der die Ländereien um das Kloster Tismana verwaltete. Er hatte aus erster Ehe bereits drei Söhne und aus zweiter Ehe zwei Söhne sowie die später geborene Tochter Eufrosina, die erst nach seinem Tod zur Welt kam. Nach eigenen Angaben besuchte Brâncuși von 1884 bis 1887 die Grundschule in Peștișani. 1887 lief er von zu Hause weg, erreichte Ende März Târgu Jiu und arbeitete zunächst für einige Monate bei einem Färber namens Moscu, bei dem er lernte, mit Pflanzenfarben umzugehen und Wolle für die Teppichherstellung zu färben. Anschließend war er als Kellner in einem Café tätig, verließ 1888 die Stadt und verbrachte einige Zeit in Peștișani bei seinem Halbbruder Neneal Ion, der eine Schankwirtschaft betrieb. 1889 zog Brâncuși nach Craiova, arbeitete in einem Kolonialwarengeschäft und zog im September 1892 in die benachbarte Stadt Slatina, wo er bei einer verwitweten Krämerin eine Arbeitsstelle fand.
Ab 1894 studierte Brâncuși an der Kunstgewerbeschule in Craiova, die er bis 1898 besuchte. Anschließend belegte er Kurse an der Kunstakademie in Bukarest; in der Aufnahmeprüfung hatte er eine Kohlezeichnung nach einer Gipsfigur angefertigt, die Laokoon darstellte und den er im Jahr 1900 in Ton modellierte und als Gips ausführte. Nachdem er 1898 von der Einberufung zum Militärdienst zurückgestellt worden war, musste er im darauf folgenden Jahr zweimal den Nachweis eines andauernden Studiums erbringen. Als er 1901 nicht auf seine Einberufung reagierte, wurde er zum Dienstpflichtverweigerer erklärt. 1902 erhielt er sein Diplom; eine Bescheinigung bevollmächtigte ihn jedoch, seine Studien im Atelier der Akademie fortzusetzen. Am 1. April 1902 wurde Brâncuși einberufen; er musste jedoch aufgrund seines Diploms nur ein Jahr anstelle der vorgeschriebenen drei Jahre dienen. Brâncuși konnte mit der Hilfe seines Freundes, des Malers Jean Alexandru Steriadi, dessen Vater ein Verwaltungsbeamter war und der ein gutes Wort für den jungen Bildhauer eingelegt hatte, dieses Jahr mit Kranken- und Sonderurlaub hinter sich bringen. Eines seiner ersten Werke war 1903 ein in traditioneller Manier geschaffener Entwurf in Gips für ein Denkmal des Arztes und Generals Carol Davila, das einige Jahre später in Bronze gegossen und vor dem Militärhospital in Bukarest aufgestellt wurde. Im selben Jahr brach er zu Fuß nach Paris auf; nach Zwischenaufenthalten in Wien, München – wo er eine Zeit lang arbeitete – und Langres erreichte er die Stadt am 14. Juli 1904, dem Nationalfeiertag Frankreichs.

### Studium in Paris und erste Ausstellungen

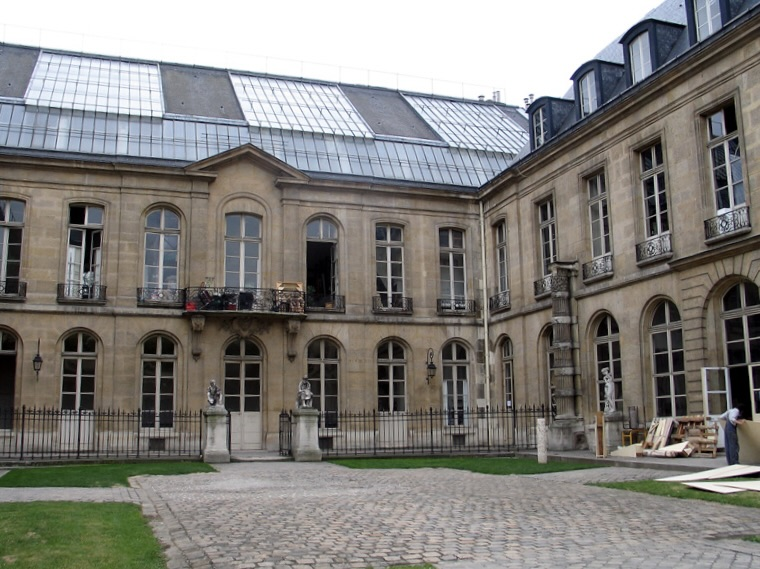
Die École nationale supérieure des beaux-arts, Paris 2005

In der französischen Hauptstadt verdiente Brâncuși zunächst seinen Lebensunterhalt als Geschirrspüler in der Brasserie Chartier. Anfangs wohnte er in der Cité Concorde Nr. 9 und bezog im März 1905 eine Mansarde am Place de la Bourse Nr. 10. Aufgrund finanzieller Schwierigkeiten nahm er für die Osterzeit eine Arbeit als Messdiener in der rumänisch-orthodoxen Kirche in der Rue Jean-de-Beauvais an. Am 23. Juni erhielt Brâncuși nach einer bestandenen Prüfung und durch Vermittlung des Staatsrates und eines rumänischen Gesandten eine Studienerlaubnis an der École nationale supérieure des beaux-arts in Paris, an der er bis 1907 in der Bildhauerklasse bei Antonin Mercié (1845–1916) studierte. Am 27. Oktober musste Brâncuși seine von Ratten befallene Mansardenwohnung verlassen und zog in die Place Dauphine Nr. 16. Mit den Gipsskulpturen L’Enfant (Das Kind) und L’Orgeuil (Der Stolz) beteiligte er sich im Jahr 1906 erstmals an Ausstellungen im Salon der Societé nationale des beaux-arts sowie im Salon d’Automne. Bei einer weiteren Ausstellung des Salons der Societé nationale des beaux-arts zeigte Brâncuși vier seiner Arbeiten – die Bronze Portrait de Nicolae Drascu sowie die Gipse Le Supplice (Die Qual) und zwei Kinderköpfe Tête d’enfant. Dort traf er Auguste Rodin, der sein Werk L’Homme qui marche (Der Schreitende) von 1878 ausstellte.

### Erste Ateliers in Paris

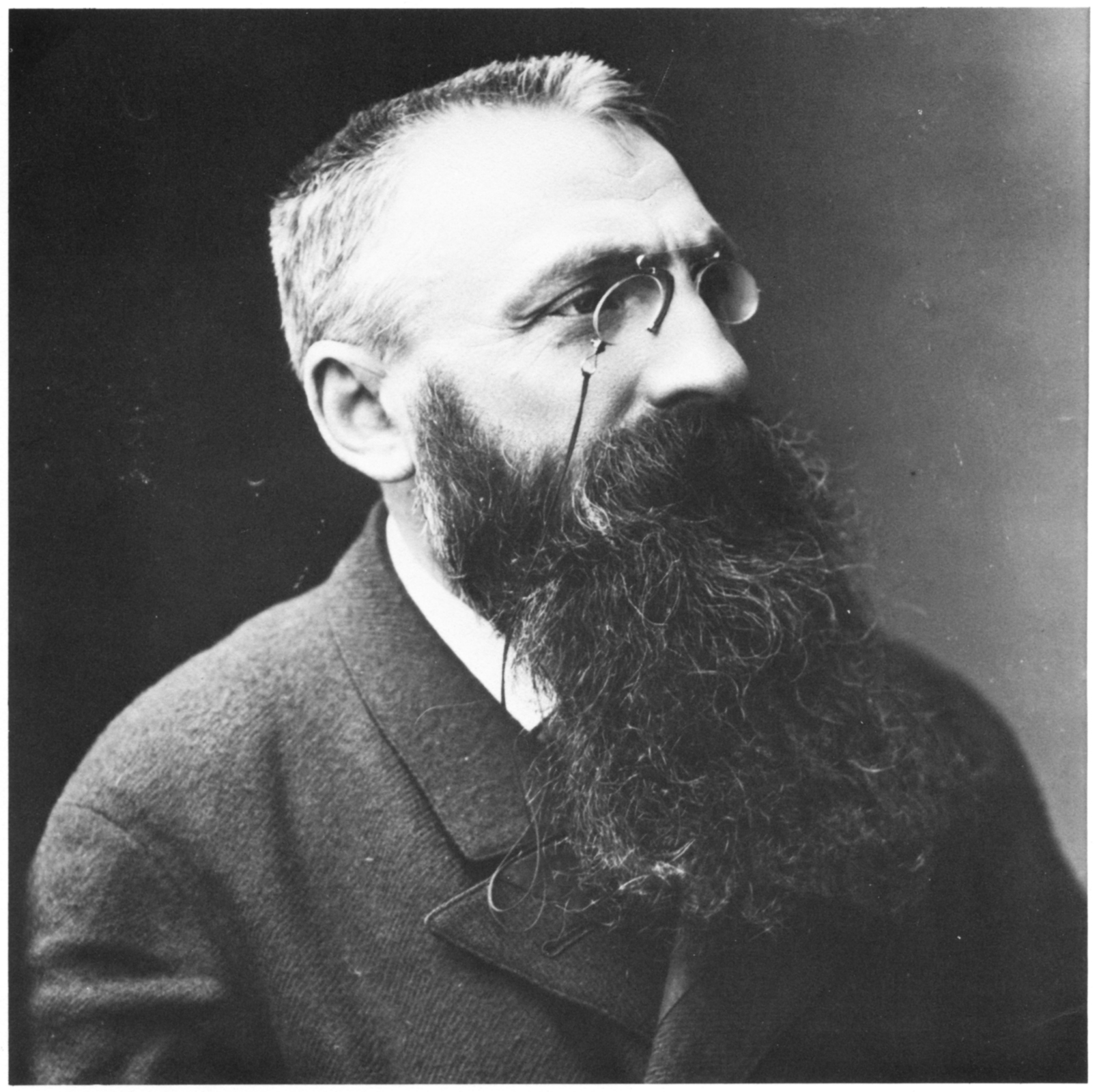
Auguste Rodin 1893, Aufnahme Nadar

1907 verließ Brâncuși die École nationale supérieure des beaux-arts und arbeitete im Frühjahr zunächst für Auguste Rodin. Nach einem Monat Mitarbeit in dessen Atelier resümierte er: „Il ne pousse rien à l’ombre des grands arbres“ („Es wächst nichts im Schatten großer Bäume“) und gab seine Arbeit dort auf.
Am 18. April erhielt er auf Fürsprache des rumänischen Malers Ștefan Popescu hin einen Auftrag für ein Friedhofsdenkmal, das die Witwe eines Petro Stanescu für ihren Ehemann auf dem Friedhof Dumbrava in Buzău, Rumänien, errichten lassen wollte. Da Brâncuși für dieses Grabmal einen zwei Meter hohen Sockel für die Büste des Verstorbenen vorsah, benötigte er aufgrund der Ausmaße des Werks ein Atelier im Erdgeschoss und fand es im März 1908 in der Rue du Montparnasse Nr. 54, in Nachbarschaft des amerikanischen Malers und Fotografen Edward Steichen. Er lebte und arbeitete dort bis zum 10. Oktober 1916. In diesem Jahr stellte Brâncuși im Salon d’Automne aus und begegnete der Baronin Renée Frachon, die ihm zwischen dem 1. Januar 1908 bis in das Jahr 1910 in mehreren Sitzungen für die Skulpturen La Muse endormie I (Die schlummernde Muse I) und La Baronne R. F. (Die Baronin R. F.) Modell stand.

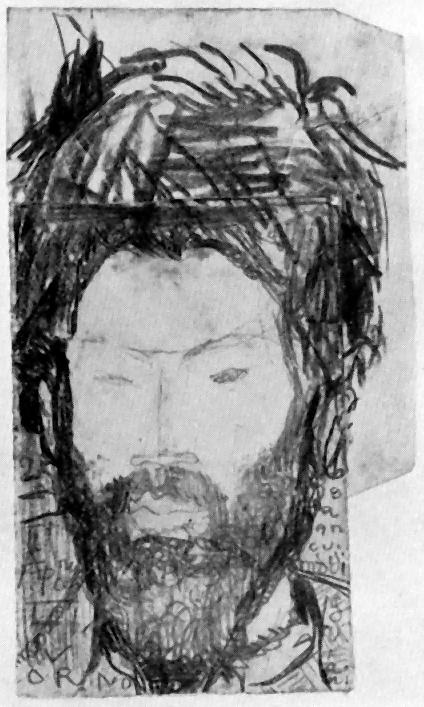
Amedeo Modigliani: Porträt von Constantin Brâncuși, schwarzer und roter Bleistift auf braunem Papier, um 1909

In Paris entwickelte sich ab 1908 eine enge Freundschaft mit Henri Matisse und Fernand Léger, Marcel Duchamp, Henri Rousseau, Alexander Archipenko sowie Amedeo Modigliani, den Brâncuși 1909 durch den Kunstsammler Paul Alexandre kennengelernt hatte und der ihn im selben Jahr in Livorno porträtierte.
Im Jahr 1910 traf Brâncuși auf Margit Pogány, eine ungarische Malerin, die zu dieser Zeit in Paris studierte und die er unter anderem in der in weißem Marmor gehaltenen Skulptur Mademoiselle Pogány I aus dem Jahr 1912 porträtierte. Pogány pendelte oft zwischen Budapest und Paris, wo sie stets in einer Pension wohnte, die der Bildhauer gleichfalls frequentierte. Brâncuși, der ein überzeugter Junggeselle war, hatte mit ihr eine Affäre, die in einer langen Freundschaft endete, wie Briefe aus den Jahren 1911 bis 1937 bezeugen.

Der Kuss auf dem Friedhof Montparnasse

Auf dem Friedhof Montparnasse wurde 1911 die Auftragsarbeit Le Baiser (Der Kuss) von 1909 auf dem Grab von Tanioucha Rashewskaia, die sich aufgrund einer unglücklichen Ehe das Leben genommen hatte, installiert. In den Sockel des Grabmals gravierte der Bildhauer in kyrillischen Buchstaben die Worte „Tanioucha Rashewskaia, geboren am 6. April 1887, gestorben am 22. November 1910, lieb, liebenswert, geliebt“ ein und pflanzte Efeu, eine Pflanze, für die der Künstler eine Vorliebe besaß, am Fuß des Sockels an.
Am 15. Mai 1912 bezog Brâncuși ein zweites Atelier in der Rue de Montparnasse Nr. 47 in der Nähe seines ersten Ateliers auf der anderen Straßenseite, wo ihm Margit Pogány Modell für den Marmor Mademoiselle Pogány I stand. Mit Fernand Léger und Marcel Duchamp besuchte er im Herbst des Jahres die Luftfahrtschau im Pariser Grand Palais, wo Brâncuși vor einem Propeller voller Bewunderung ausrief: „Das ist eine Skulptur! Von nun an darf keine Skulptur dieser nachstehen.“ Auf diese Vorstellung Brâncușis von einer vollkommenen modernen Form bemerkte Duchamp angesichts der technischen Innovation: „Mit der Malerei ist es vorbei. Wer könnte etwas Besseres machen als diesen Propeller? Sag, kannst Du so etwas machen?“
Angesichts der perfekten industriellen Form hatte der Besuch auf die Gruppe eine ähnliche Wirkung wie etwas früher die der afrikanischen Masken auf Pablo Picasso. Brâncușis polierte Skulpturen näherten sich der Industrieform, Duchamp gab die Malerei auf und schuf sein erstes Ready-made Roue de bicyclette (Fahrrad-Rad), während Léger sich mit der Theorie befasste, wie die Kunst in den Stand versetzt werden könne, die Schönheit der Maschinen zu erreichen.

### Beteiligung an Künstlertreffen
Ab den Jahren 1912/13 beteiligte sich Brâncuși an verschiedenen Treffen. Beispielsweise nahm er an den „Diners de Passy“ im Maison de Balzac – der Kreis um den Schriftsteller Guillaume Apollinaire in der Rue Raynouard – sowie an den Zusammenkünften mit den Künstlern der „Puteaux-Gruppe“ teil. Auf einem dieser Treffen lernte der Bildhauer Jeanne Augustine Adrienne Lohy kennen und unterhielt mit ihr eine freundschaftliche Beziehung. Lohy, die Brâncuși „Papa“ nannte, heiratete im Dezember 1919 Fernand Léger. Ferner nahm er an den im Künstlertreffpunkt La Closerie des Lilas stattfindenden „Dienstagsversammlungen“ um den Dichter Paul Fort teil, wo sich unter anderem Fernand Léger, Blaise Cendrars, Jean Cocteau, Erik Satie und später, um 1918, Germaine Tailleferre und die anderen Komponisten der Groupe des Six wie Arthur Honegger, Darius Milhaud, Georges Auric, Francis Poulenc und Louis Durey trafen.

### Werke in der Armory Show

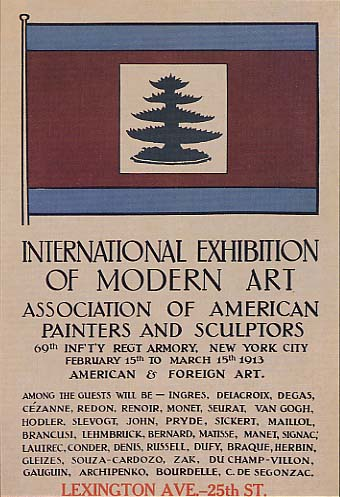
Ausstellungsplakat der Armory Show, New York 1913

Im Vorfeld der Vorbereitungen zur großen Ausstellung Armory Show, die in New York stattfinden sollte, kamen Arthur B. Davies, Walt Kuhn und Walter Pach im Dezember nach Paris, um nach Kunstwerken Ausschau zu halten. Von Brâncuși erbaten sie für die Ausstellung vier Skulpturen: Une Muse (Eine Muse), 1912, Marmor, La Muse endormie I (Die schlummernde Muse I), 1909, Marmor; Mademoiselle Pogány I, 1912, Gips; und Le Baiser (Der Kuss), 1912, Stein.
Am 17. Februar 1913 wurde die Armory Show eröffnet; Brâncuși war mit den erwähnten Werken an der Ausstellung beteiligt, die bis zum 15. März 1913 stattfand und anschließend in Chicago und Boston zu sehen war. Im selben Jahr begegnete er Henri Gaudier-Brzeska und hatte im darauffolgenden Jahr in der Galerie 291 des bekannten Fotografen und Galeristen Alfred Stieglitz seine erste Einzelausstellung mit acht Arbeiten, darunter Maïastra von 1911 und Mademoiselle Pogány von 1912. Die Auswahl der Werke wurde von Edward Steichen vorgenommen, die Verschiffung der Arbeiten bezahlte das Kunstsammler-Ehepaar Agnes und Eugene Meyer, die zu lebenslangen Freunden des Künstlers werden sollten.

### Erster Weltkrieg
Nach Ausbruch des Ersten Weltkriegs im Juli 1914 blieb Brâncuși als rumänischer Staatsbürger in Paris. Im August 1914 fuhr er mit der Freundin Steichens nach Voulangis, um dort von gesammelter Wolle Kopfschützer, Handschuhe und Strümpfe für die Soldaten stricken zu lassen, außerdem stellte er dem Roten Kreuz sein Atelier zur Verfügung. Die amerikanischen Künstler, darunter Edward Steichen, hatten Paris bereits zu Kriegsbeginn verlassen; 1915 folgten die Franzosen nach, unter ihnen Francis Picabia, Albert Gleizes, Jean Crotti und Marcel Duchamp. Brâncuși spendete einige Werke für eine am 28. Dezember in der Galerie Bernheim-Jeune am Boulevard de la Madeleine Nr. 15 eröffnete Ausstellung zugunsten polnischer Künstler, die Opfer des Krieges geworden waren. Weitere Spender waren Pierre-Auguste Renoir, Auguste Rodin, Pierre Bonnard, Antoine Bourdelle, Henri Matisse und Pablo Picasso.
Anfang 1916 mietete Brâncuși ein neues geräumigeres Atelier in der Impasse Ronsin Nr. 8, wo er sich ebenfalls eine Wohnung einrichtete. Er behielt für einige Zeit zusätzlich sein Atelier in der Rue de Montparnasse. Der erste Erfolg, den Brâncuși durch die Ausstellung in der Armory Show 1913 in den Vereinigten Staaten erlangt hatte, wurde 1916 durch den Ankauf des Marmorkopfes Le Nouveau-Né I (1916) von der im Oktober 1915 von Marius de Zayas gegründeten und von Agnes E. Meyer eröffneten Modern Gallery untermauert. Im selben Jahr verweigerte Brâncuși den Wehrdienst und wurde am 8. November 1917 endgültig vom Dienst befreit.

### Querelen umPrincesse X, Teilnahme am Dada-Festival

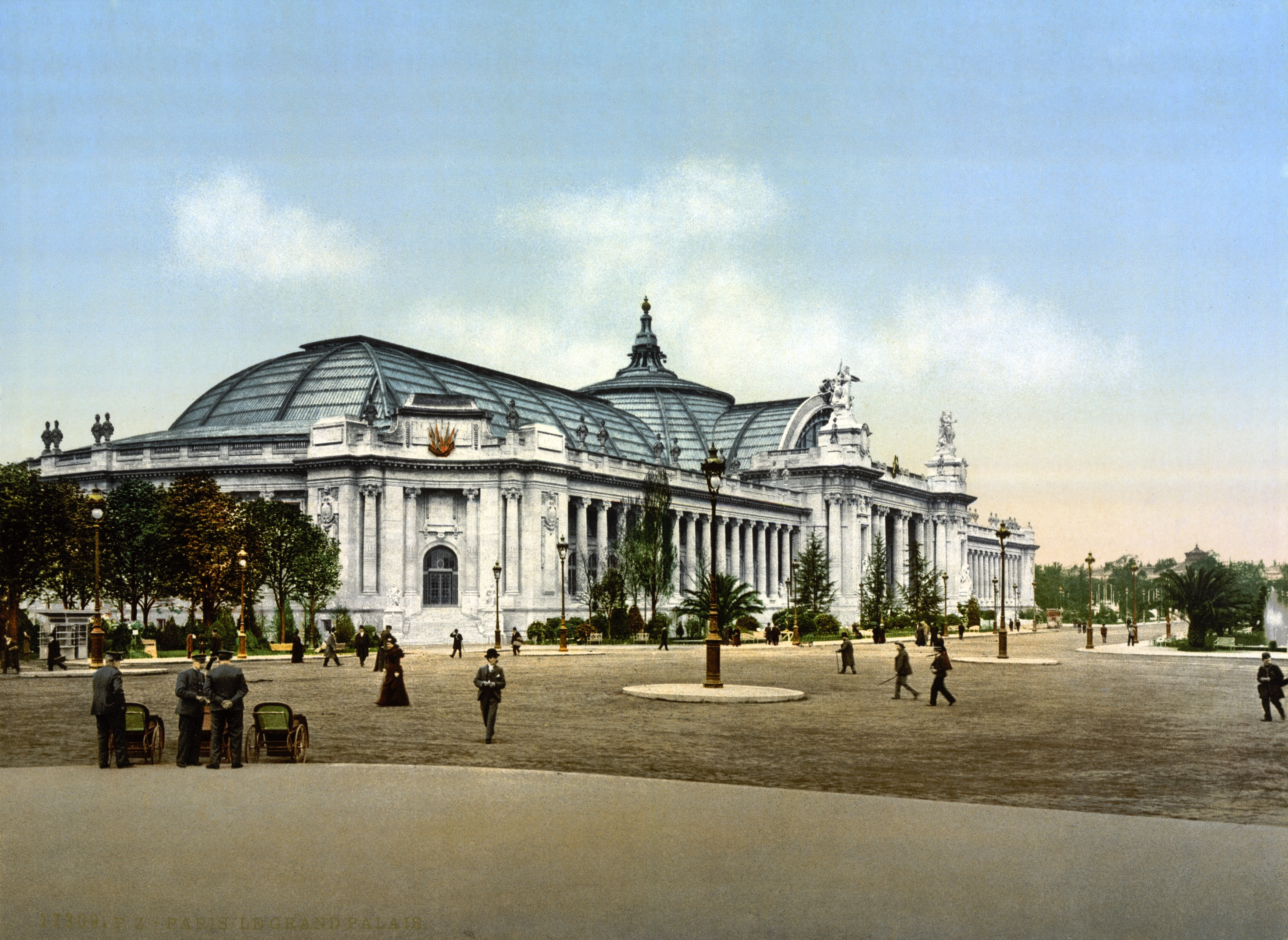
Das Grand Palais, um 1900. Ausstellungsort für den Salon des Indépendants ab 1920

Brâncușis Skulptur Princesse X, eine Arbeit aus dem Jahr 1916, lehnte der Salon des Indépendants im Januar 1920 ab, nachdem Henri Matisse während der Aufstellung angesichts des Motivs ausgerufen hatte: „Seht mal, ein Phallus.“ Paul Signac, damals Präsident des Salons, teilte Brâncuși mit, „daß er Gefahr laufe, Scherereien mit dem Polizeikommissar zu bekommen“, woraufhin Brâncuși beim Kommissariat Einspruch erheben wollte und Fernand Léger ihn zu beruhigen verstand. Stattdessen bekam die Skulptur L’Oiseau d’or aus dem Jahr 1919 in der Ausstellung einen Ehrenplatz.
Obwohl Brâncuși seit 1921 mit den Dadaisten Tristan Tzara, Francis Picabia und Marcel Duchamp befreundet war, blieb er immer am Rande der Dada-Bewegung, wohnte jedoch im Théâtre de l’Œuvre der Lesung André Bretons von Picabias Manifeste cannibale bei, „bei der eine hoch oben auf einer Leiter stehende Person ‚Dada, dada, ich bin dada!‘ schrie. Das Publikum bombardierte Breton mit Tomaten und rief: ‚Aufhören, aufhören!‘“ Zusammen mit Léger nahm der Künstler am 26. Mai 1920 am Dada-Festival in Paris teil, wo er das Manifest Contre cubisme, contre dadaisme unterschrieb. Im selben Jahr wurde in Edward Steichens Garten in Voulangis eine Endlose Säule Brâncușis aufgestellt.

### Begegnung mit Man Ray

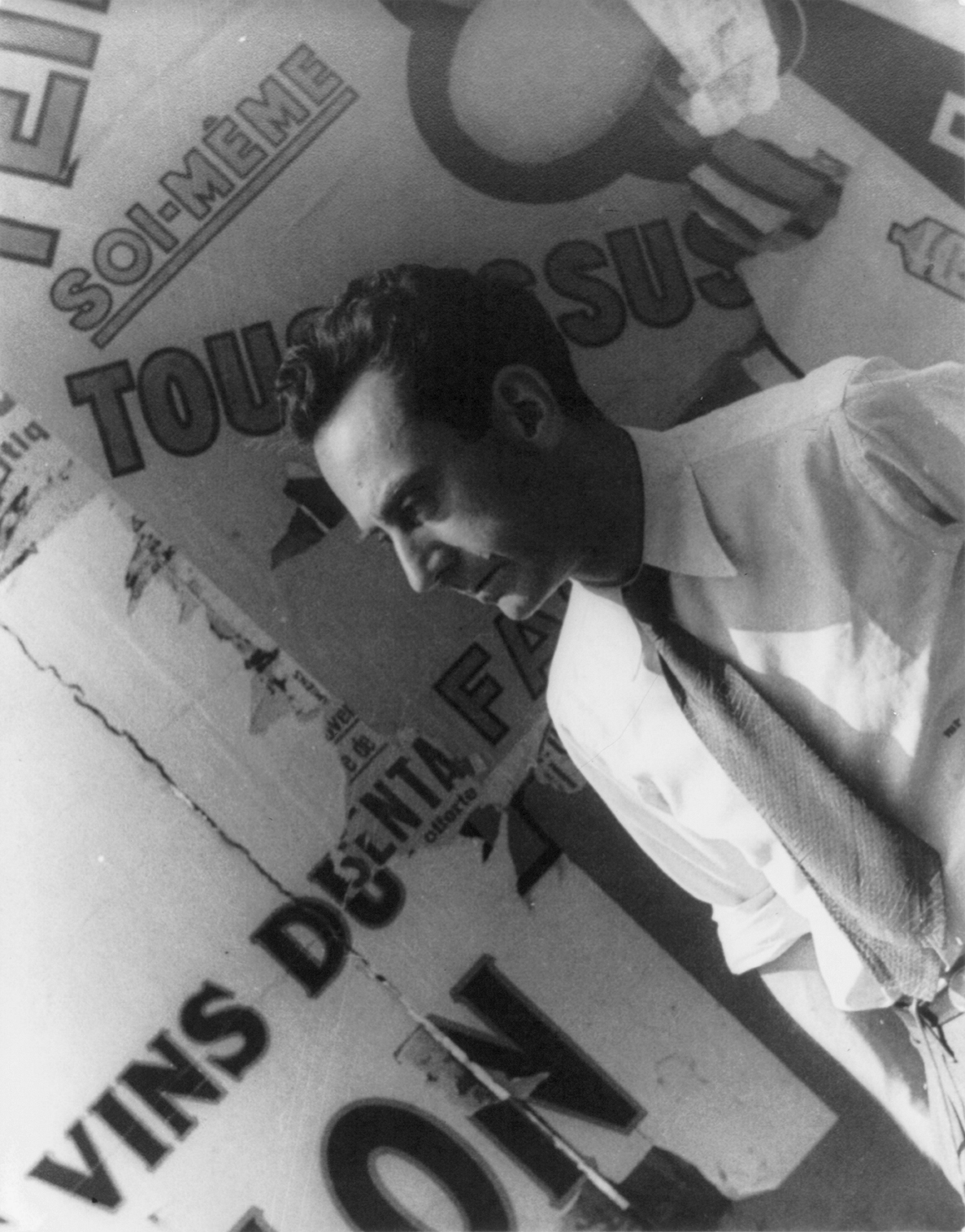
Man Ray, im Jahr 1934 in Paris, fotografiert von Carl Van Vechten

Im Jahr 1921 besuchte Brâncuși zwischen dem 25. Mai und dem 21. Juni Mailand, Neapel, Rumänien, Prag und Belgien, unternahm eine zweiwöchige Reise mit Raymond Radiguet nach Korsika und freundete sich mit Jean Cocteau und Erik Satie an. Mit Satie tauschte er häufig Gedanken und Sorgen aus, und beide fesselte das Thema des Sokrates, das in ihren Werken zum Ausdruck kam: in Saties sinfonischem Drama La Mort de Socrate und in der zu Ehren Saties entstandenen Skulptur Sokrate (Sokrates), 1922, von Brâncuși, der den Musiker „gerne ‚Sokrates Bruder‘ nannte.“ Es war das Jahr, in dem Brâncuși, der immer unzufrieden mit den Fotografien seiner Skulpturen war, Man Ray begegnete; dieser berichtete in seinem Buch Autoportrait, dass er Brâncuși aufgesucht habe, um ihn zu fotografieren, der Bildhauer habe jedoch keinen Wert auf die Veröffentlichung gelegt. Was ihn interessierte, seien gute Fotografien seiner Werke. Bis jetzt, schrieb Man Ray, hätten ihn die paar Abbildungen, die er gesehen hatte, enttäuscht, so eine Fotografie des Marmors Mademoiselle Pogány aus der Ausstellung in der New Yorker Armory Show, die ihm Stieglitz geschickt hatte. Nur er [Brâncuși] sei in der Lage, seine Skulpturen zu fotografieren.

### Erste Veröffentlichung über Brâncuși
Im Herbst 1921 erschien eine Brâncuși gewidmete Nummer der Little Review – eine Zeitschrift, die in New York in der Fifth Avenue 66 auch eine Galerie mit Namen The Little Review Gallery hatte – mit der Aufschrift „Brancusi number“ auf rotem Streifband. Herausgegeben wurde sie von Margaret Anderson unter der Mitarbeit von Jean Cocteau, Jean Hugo, Guy Charles-Cros, Paul Morand, Francis Picabia und Ezra Pound, der in dieser Ausgabe „den ersten bedeutenden Artikel über den Bildhauer (mit vierundzwanzig Fotoreproduktionen)“ publizierte, „der zweifellos, zusammen mit einem späteren Artikel in ‚This Quarter‘, das grundlegende Dokument zur Datierung bestimmter Werke darstellt.“

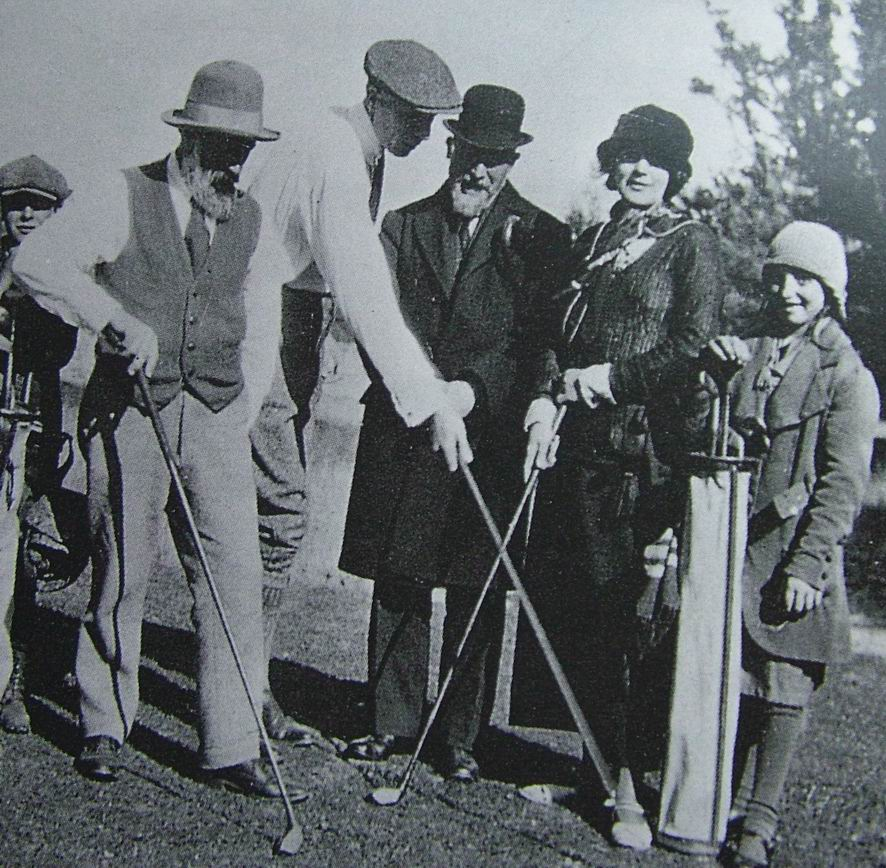
Constantin Brâncuși, Henri-Pierre Roché, Erik Satie und Jeanne Robert Foster auf Einladung von John Quinn beim Golfspiel, 1923

1922 reiste Brâncuși mit der irisch-amerikanischen Schönheit Eileen Lane, die der Bildhauer als seine Tochter einführte, nach Rumänien und besuchte mit ihr den Skiort Sinaia sowie Peștișani, wo er das mögliche Projekt im Hinblick auf die Errichtung für ein Kriegsdenkmal in Târgu Jiu in Angriff nahm und die Steinbrüche der Umgebung besuchte. Die Heimreise führte zurück mit Aufenthalten in Rom und Marseille. Im folgenden Jahr entstand eine Skulptur, die Eileens Namen trägt.
Im Oktober 1923 kam der irisch-amerikanische Rechtsanwalt und Kunstsammler John Quinn für etwa zwei Wochen inkognito nach Paris. Quinn, der Förderer der Armory Show, hatte dort die Werke Brâncușis kennengelernt und erwarb bis zu seinem Tod viele seiner Werke, so 1914 in der Galerie 291 eine Version der Skulptur Mademoiselle Pogány für 6000 Francs. Bei einem Golfspiel in Fontainebleau, zu dem Brâncuși eingeladen worden war, ließ Quinn den Künstler gewinnen, obgleich dieser nie zuvor einen Schläger in der Hand gehabt hatte. Den Gewinn, ein Set neuer Golfschläger, präsentierte Brâncuși noch jahrelang stolz an der Wand seines Ateliers. John Quinn starb 1924. Marcel Duchamp erwarb zusammen mit Henri-Pierre Roché auf Wunsch Brâncușis aus Quinns Nachlass 29 Skulpturen des Künstlers, um zu vermeiden, dass nach einem zu großen Angebot der Marktpreis fallen würde. In einer Ausstellung der Brummer Gallery in New York verkaufte er einige Werke; weitere Verkäufe folgten nach und nach.

### Illustrationen in Zeitschriften, Ausstellungen in New York
1924 publizierte die von Ford Madox Ford im selben Jahr gegründete Zeitschrift Transatlantic Review 64 Tafelabbildungen und ein Gedicht Brâncușis. Den Sommer verbrachte er in Saint-Raphaël, wo er am Strand aus angeschwemmten Korkeichenstämmen die Skulptur Le Crocodile (Das Krokodil), einen „Krokodilstempel“, schuf.
In der Zeitschrift This Quarter, die in Paris von Ernest Walsh und Ethel Moorhead 1925 herausgegeben wurde, veröffentlichte das in dem im Heft enthaltene Art Supplement eine Folge von 46 Fotoreproduktionen Brâncușis, bestehend aus 37 datierten Aufnahmen von Werken, vier Porträts des Bildhauers und fünf Zeichnungen. Vorangestellt waren neun Aphorismen Brâncușis – „Brâncușis Antworten über das direkte Behauen, das Polieren und die Einfachheit in der Kunst sowie Aphorismen für Irène Codreanu“ – und eine von ihm verfasste Histoire de brigands (Räubergeschichte).
Von Januar bis März des Jahres 1926 besuchte Brâncuși New York, da zwei Ausstellungen in der Wildenstein Gallery stattfanden: die Exhibition of Trinational Art, French, British, American, auf der er die vier Werke Torse (Torso), L’Oiseau (Der Vogel) und zwei Skulpturen der Figure (Figur) ausstellte, sowie die vom 16. Februar bis 3. März dauernde zweite Einzelausstellung seiner Werke. Kurz vor seiner Abreise erhielt Brâncuși eine Einladung zur offiziellen Eröffnung einer Ausstellung am 7. Januar im Art Center zur Erinnerung an John Quinn, der im Juli 1924 verstorben war. Er konnte sie jedoch nicht wahrnehmen, da er erst am 28. Januar mit dem Schiff in New York ankam. Bevor Brâncuși am 22. März New York verließ, machte er in den Wildenstein Galleries Bekanntschaft mit dem amerikanischen Architekten William Lescaze und wurde von Béatrice Wood, einer Freundin Marcel Duchamps und Henri-Pierre Rochés, eingeladen.

### Zunehmende Prominenz als Bildhauer
Im Mai 1926 reiste Brâncuși nach Antwerpen in Belgien, wo die Gruppenausstellung L’Art francais moderne stattfand. Im Juni des Jahres äußerte Eugène Meyer den Wunsch, die Skulptur L’Oiseau dans l’espace (Der Vogel im Raum) für 4000 Dollar vom Bildhauer zu erwerben. Brâncuși brachte diese selber von Paris nach New York, da ihm im November des Jahres eine Ausstellung in der Brummer Gallery gewidmet war. Er wurde an der amerikanischen Zollkontrolle mit dem Hinweis aufgehalten, dass es sich um ein Stück Metall handele, das steuerpflichtig sei. Brâncuși konterte, dass es ein Kunstwerk sei und als solches nicht versteuert werden müsse. In der Folge fand ein langwieriger Prozess um die Skulptur statt, bei dem es um ebendiese Frage ging, ob die Skulptur im Sinne einer Manufakturware zollpflichtig oder ein Werk der Kunst sei. Das Gericht entschied sich 1928 für Letzteres.
Von 1927 bis 1929 arbeitete der amerikanisch-japanische Bildhauer Isamu Noguchi als Assistent in Brâncușis Pariser Atelier und wurde von dessen Werk reduzierter Formen inspiriert. In einem Aufsatz über seine verschiedenen Begegnungen mit dem Bildhauer berichtete Noguchi, welchen Wert Brâncuși darauf legte, dass jedes Werkzeug zweckentsprechend und mit Ehrfurcht und Geduld zu behandeln sei. Die Äxte und die fast 1,5 Meter lange Säge mussten immer so gut geschliffen sein, dass sie quasi durch ihr Eigengewicht in das Holz einzudringen vermögen.

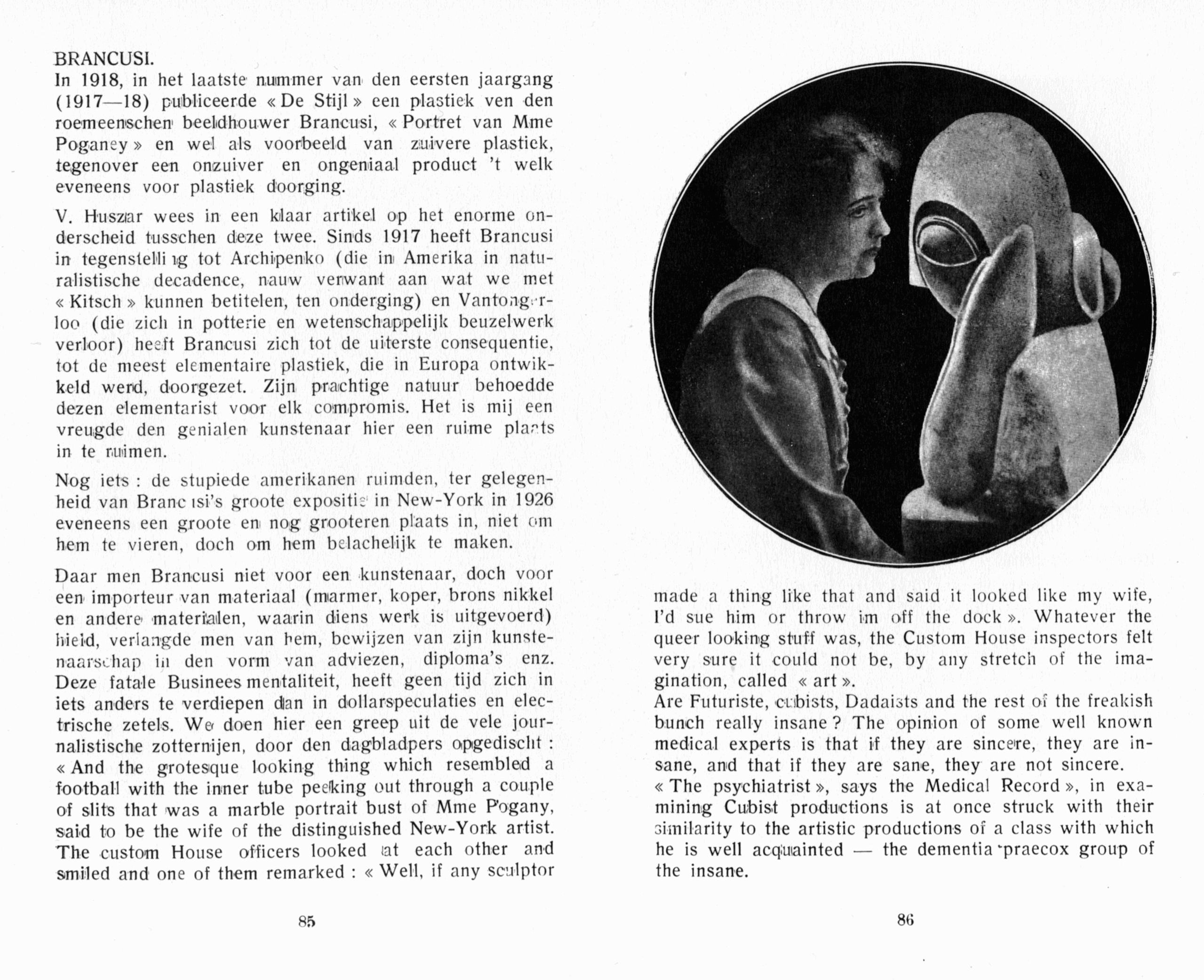
Brâncuși in: De Stijl, 1927, Reprint aus dem Jahr 1968

Im Dezember 1927 veröffentlichte die Zeitschrift De Stijl drei Fotografien von Brâncușis Werken: Princesse (Prinzessin); Sculpture pour aveugles (Skulptur für Blinde) und ein Foto des Künstlers, nachdem sie ein Jahr zuvor in ihrer Nummer 77 Negresse blonde (Blonde Negerin) abgebildet hatte. Die gleichnamige Künstlergruppe war 1917 von Theo van Doesburg, den der Bildhauer gut kannte, und Piet Mondrian gegründet worden.
1929 besuchte James Joyce – von John Quinn und Ezra Pound auf Brâncuși hingewiesen – den Bildhauer in seinem Atelier und bat um eine Porträtzeichnung für eine Buchpublikation. Nachdem Brâncuși mehrere Skizzen angefertigt hatte, wählte der Schriftsteller drei aus: eine Profilzeichnung, eine weitere in Frontansicht sowie eine abstrakte Zeichnung mit einer Spirale und drei Vertikalen. Diese Zeichnungen wurden später auf dem Schutzumschlag des Joyce-Werkes Tales Told of Shem and Shaun, eines Kapitels des in Entstehung befindlichen Romans Finnegans Wake, abgedruckt.
Am 11. Februar 1930 unterzeichnete Brâncuși zwei Mietverträge. Einen für ein mittelgroßes Atelier, das auf den Namen von Marcel Duchamp angemeldet war und nunmehr auf seinen Namen lief und einen weiteren für ein Atelier im Ruche des Arts, den Bienenkorb der Künste, der 1902 von Alfred Boucher gegründet worden war. Boucher ließ auf dem freien, bewaldeten und mit Blumenrabatten geschmückten Grundstück einen „La Chapelle“ genannten Pavillon, der als Atelier diente, und um die dreißig weitere Ateliers errichten, in denen unter anderem Künstler wie Amedeo Modigliani, Chaim Soutine und Marc Chagall wirkten.
In diesem Jahr lernte er die britische Konzertpianistin Vera Moore kennen, nachdem der Sammler und Kurator der Tate Gallery of Modern Art Jim Ede, der seinen Wohnsitz auf Kettle’s Yard hatte, den Bildhauer zu einem ihrer Konzerte eingeladen hatte. 1934 brachte Moore einen Sohn zur Welt, John Moore, den Brâncuși nie als sein Kind anerkannt hat.

### Denkmal in Târgu Jiu, Reisen nach Indien und New York

Das Tor des Kusses

Die endlose Säule, 1937–1938

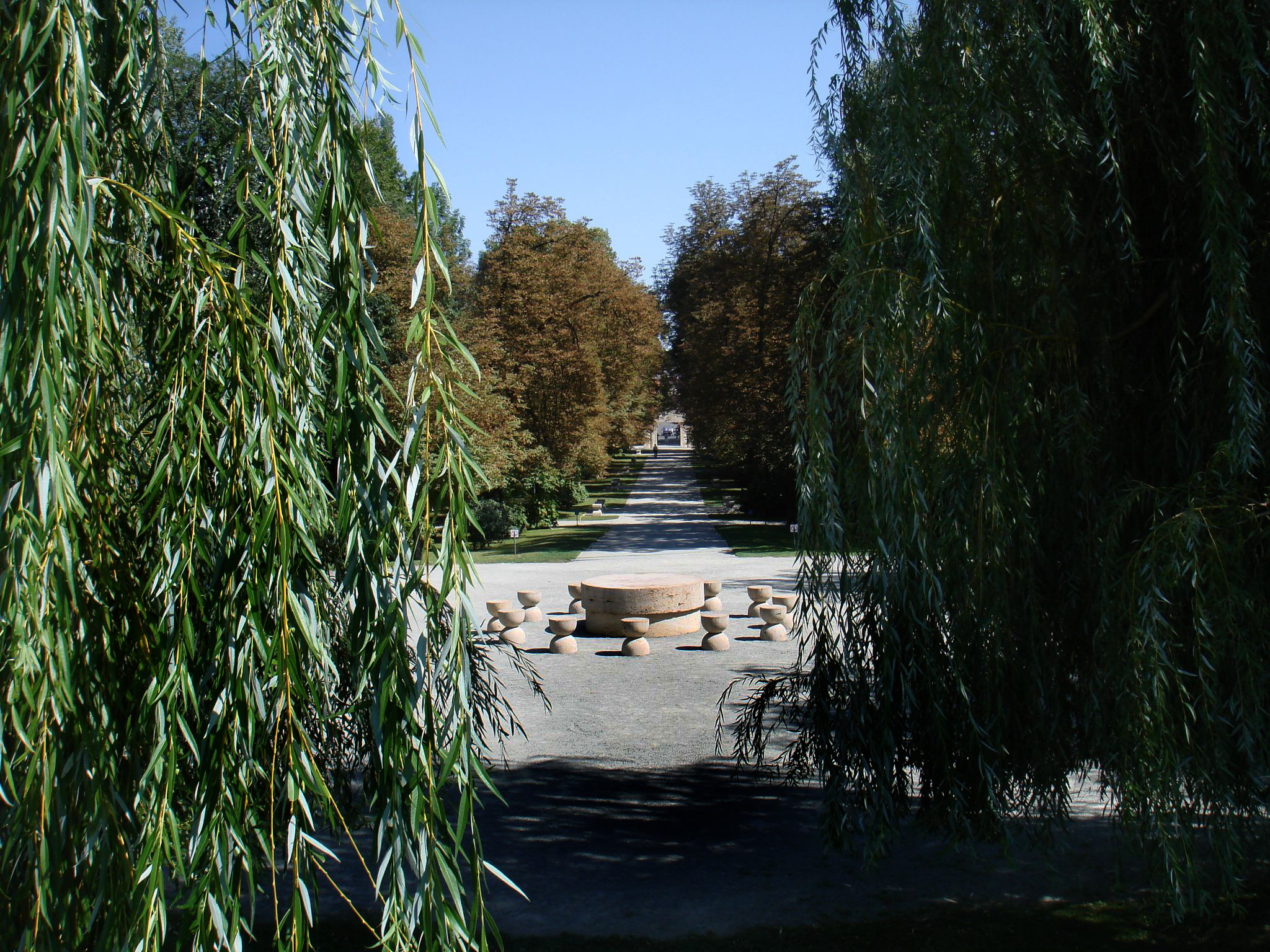
Der Tisch des Schweigens

1936 erhielt Brâncuși einen Auftrag des Maharadschas von Indore, der für den Temple de la Délivrance (Tempel der Befreiung) die Bronze Vogel im Raum erworben hatte. Für den rumänischen Pavillon auf der Weltausstellung 1937 in Paris war Brâncuși mit L’Oiselet (Das Vögelchen), 1929, vertreten. Eine zunächst vorgesehene Colonne sans fin (Endlose Säule) im Garten des Pavillons wurde aus Zeitgründen verworfen.
Zwischen Juni und September 1937 arbeitete der Bildhauer an einem von der kommunistischen Frauenliga des Bezirks Gorj in Auftrag gegebenem Kriegerdenkmal in Târgu Jiu, das als Calea Eroilor (Die Straße der Helden) ursprünglich 12 Skulpturen in einem Park umfassen sollte, von denen aber nur drei realisiert wurden. Nach zwischenzeitlichem zweimonatigem Aufenthalt in Paris reiste er Anfang November zurück nach Rumänien, um die Aufrichtung der zum Ensemble gehörigen Skulptur La Colonne sans fin (Die endlose Säule) zu beobachten. Die weiteren realisierten Bestandteile des Denkmals sind La Table du silence (Der Tisch des Schweigens) und La Porte du baiser (Das Tor des Kusses). Im Juli 2024 wurde das Skulpturen-Ensemble in die Liste des UNESCO-Welterbes aufgenommen.
Anfang 1938 reiste Brâncuși über Bombay nach Indore, um am Temple de la Délivrance zu arbeiten, traf den Maharadscha jedoch nicht an. Ein Würdenträger empfing ihn und ließ den Bildhauer im Palast wohnen. Er konnte über ein Auto und einen Chauffeur verfügen, besichtigte das Land und reinigte die Skulpturen, die der Maharadscha in seinem Atelier gekauft hatte. Zu einer Fertigstellung des Tempels sollte es durch den Tod des Maharadschas nicht mehr kommen. Am 27. Januar reiste Brâncuși mit demselben Schiff, mit dem er gekommen war, wieder ab und befand sich am 3. Februar in Suez, um von dort nach Kairo zu reisen und die Museen der Stadt sowie die Sphinx und die Pyramiden von Gizeh zu besichtigen.
Am 19. April 1939 reiste Brâncuși nach New York. Der Anlass war die Ausstellung Art In Our Time, mit der das Museum of Modern Art seinen zehnten Geburtstag feierte. Auf der im gleichen Zeitraum stattfindenden Weltausstellung in New York sollten ebenfalls einige Werke des Bildhauers gezeigt werden. Da die Organisatoren jedoch einen für sein Werk geeigneteren Ort als den rumänischen Pavillon wünschten, wandten sie sich an den Direktor des Museums, Alfred Barr. Dieser schlug vor, die Präsentation der Ausstellung im Museum in den letzten Tagen der Weltausstellung im Oktober zu beginnen. Man kam darin überein, die Plastik Le Miracle (Le Phoque) (Das Wunder [Der Seehund]) von 1936 in der Ausstellung zu präsentieren, zu deren beiden Steinsockeln ein Motor mit Transformator und ein Kugellager gehören, wodurch sich das Werk langsam dreht. Ende des Jahres organisierte Yvonne Zervos, die Frau von Christian Zervos, in der Galerie Mai eine Ausstellung mit Werken von Brâncuși sowie von Hans Arp, Jorge González Camarena, Paul Klee und Henri Laurens.

### Zweiter Weltkrieg
Brâncuși überlebte den Zweiten Weltkrieg in häufig feuchten Ateliers – im Juli 1941 hatte er ein mittelgroßes fünftes Atelier gemietet. Er ernährte sich von Sauermilch, selbstgemachtem Quark und Sauerkohl sowie von Polenta. Er baute sich mit Hilfe einer großen Konservendose, auf die er ein geschwungenes und mit einem Hahn versehenes Rohr schweißte, einen kleinen Destillierapparat. Die zugewiesenen Tabakrationen reichten ihm nicht, da sein Konsum beträchtlich war. Daher besorgte er sich Tabakpflanzen auf dem Blumenmarkt, die er an seinem Atelierfenster weiterzog, um die Grundlage für seinen Zigarettenkonsum sicherzustellen.
1943 stellte Brâncuși den Marmor La Tortue (Die Schildkröte) und eine neue Version von Le Phoque (Der Seehund) in blaugrauem Marmor her. Die Schildkröte wurde im Jahr 1955 vom Guggenheim-Museum und im darauf folgenden Jahr vom Philadelphia Museum verkehrt herum aufgestellt präsentiert. Brâncuși, der die Museen auf diesen Irrtum hinwies, bemerkte, nachdem ihm das Guggenheim-Museum den Ausstellungskatalog zuschickte: „Nanu, jetzt fliegt sie ja, meine Schildkröte!“ Das Werk steht auf zwei übereinander liegenden runden Steinsockeln, von denen der obere sich mit Hilfe eines Motors langsam dreht. Der Marmor wurde 1947 vom Musée National d’Art Moderne angekauft.

### Guggenheim, Maywald und Sammlung Arensberg
1947 kamen Natalia Dumitresco und Alexandre Istrati, ein Malerehepaar aus Rumänien, durch ein Stipendium der französischen Regierung nach Paris und begegneten gleich nach ihrer Ankunft Brâncuși, der sie darum bat, bei ihm zu bleiben. Sie halfen dem Bildhauer bei seiner Arbeit bis zu seinem Tod im Jahr 1957. Brâncuși setzte sie in seinem Testament als Universalerben ein.
Im Sommer 1947 wurden zwei von Peggy Guggenheim zur Verfügung gestellte Werke Brâncușis auf der 24. Biennale di Venezia ausgestellt: Maïastra von 1912 und L’Oiseau dans l’espace (Der Vogel im Raum) von 1940. Für eine Fotoreportage in der Zeitschrift Architecture d’aujourd’hui (Architektur heute) hatte Brâncuși dem Fotografen Willy Maywald sein Atelier geöffnet. Dieser hatte den Auftrag, für eine Nummer, die der modernen Plastik gewidmet werden sollte, über Brâncuși, Pablo Picasso, Joan Miró, Fernand Léger, Henri Matisse und Henri Laurens zu berichten.
Ein großes Anliegen Brâncușis im Jahr 1950 war die angemessene Vorstellung der von Walter und Louise Arensberg gemeinsam geführten Privatsammlung. Nach gescheiterten Verhandlungen mit diversen Museen sollte die Sammlung als Schenkung offiziell am 27. Dezember des Jahres dem Philadelphia Museum of Art übergeben werden. Zuvor fand im Oktober eine Ausstellung dazu statt. Die Arensberg-Sammlung enthielt zu diesem Zeitpunkt neunzehn Werke des Bildhauers, von denen zehn Werke aus dem Nachlass von John Quinn stammten. Ferner enthielt die Sammlung Werke von Paul Cézanne, Vincent van Gogh, Georges Braque sowie Marcel Duchamps Nu descendant un escalier no. 2. Der Brâncuși gewidmete Flügel des Museums war ein großzügig angelegter Saal; in einem Nebensaal stand die Büste von Mademoiselle Pogány aus geädertem Marmor, daneben Die Badenden von Cézanne und ein Gemälde van Goghs.

### Die letzten Jahre

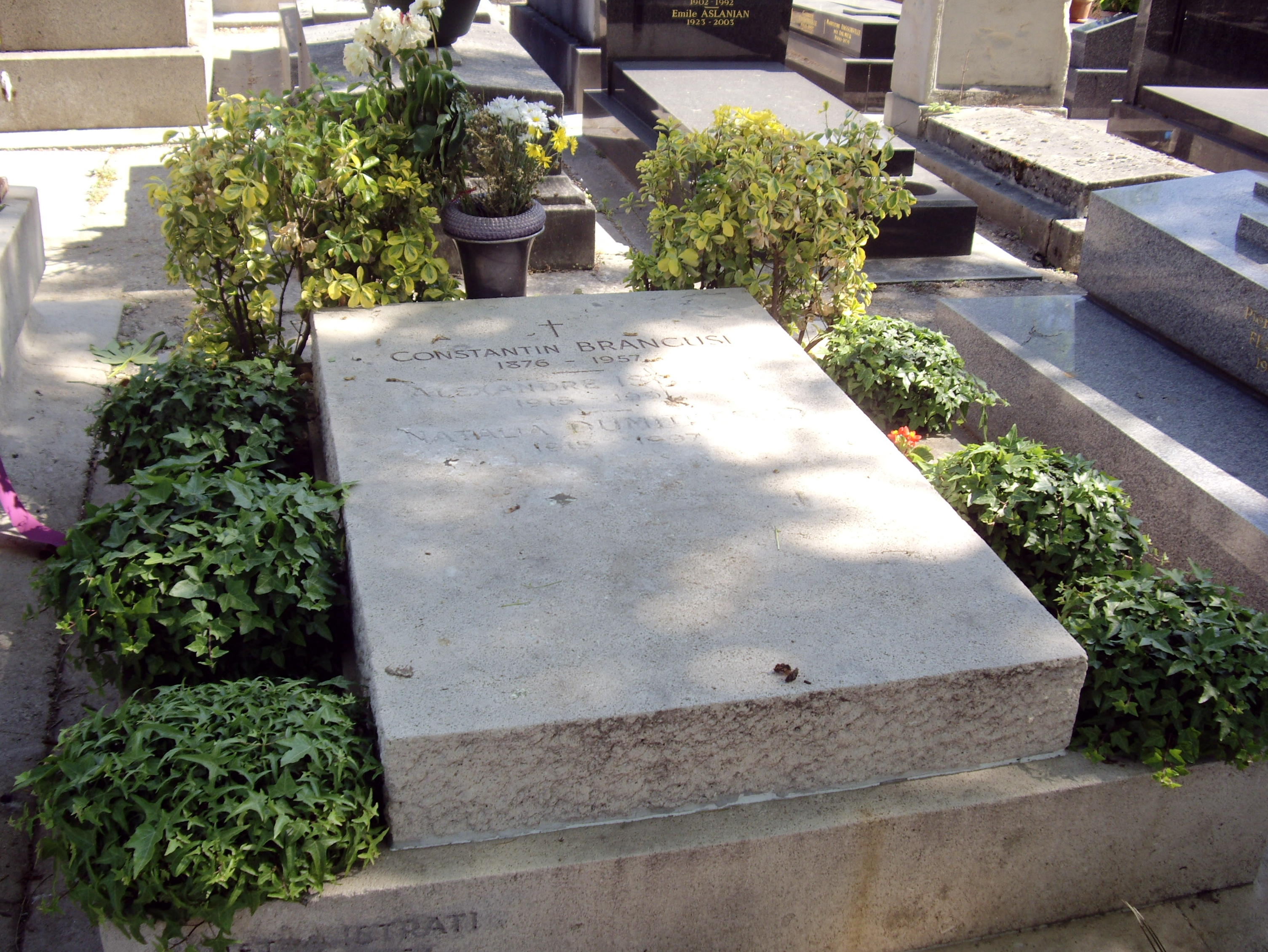
Brâncușis Grabstein auf dem Cimetière Montparnasse. Hier liegen ebenfalls Natalia Dumitresco und Alexandre Istrati begraben.

Das Târgu-Jiu-Ensemble bildete den Höhepunkt seines künstlerischen Schaffens. In den verbleibenden neunzehn Jahren seines Lebens, in denen seine Anerkennung weltweit wuchs, schuf er etwa ein Dutzend Werke, die meistens die Themen seiner früheren Arbeiten wiederholten.
Am 13. Juni 1952 erhielt Brâncuși die im Vorjahr beantragte französische Staatsbürgerschaft. Hilfe leisteten dabei die beiden Töchter Jules Supervielles, die die Unterlagen für den Bildhauer zusammenstellten, sowie der Einsatz des Musée National d’Art Moderne. Brâncuși erhielt den von der Polizeipräfektur ausgestellten Personalausweis am 9. Oktober des Jahres.
Am 31. Dezember 1954 starb in Australien die durch sein Skulpturenporträt Mademoiselle Pogány berühmt gewordene ungarische Malerin und Freundin Margit Pogány. Im Januar 1955 zog sich Brâncuși bei einem Sturz einen Oberschenkelhalsbruch zu. Nach einer langwierigen stationären Behandlung im Krankenhaus, bei der er 30 Eingriffe, fünf Röntgenuntersuchungen und vierzehn Laboruntersuchungen über sich hatte ergehen lassen müssen, konnte er am 3. Mai 1955 das Krankenhaus verlassen. In der Folgezeit kam es aufgrund seiner Unsicherheit auf den Beinen zu mehreren Stürzen, beispielsweise im April 1956, als er eine Treppe hinunterfiel. Brâncuși belastete dies seelisch und er behauptete: „Das war schon immer meine Schwäche, das hat mit meinem Sternzeichen zu tun, ich bin Fisch.“ Zu dieser Zeit bekam er ein Prostataleiden und ein Ekzem. Da er nicht an die traditionelle Medizin glaubte, nahm er seine vom Arzt verschriebenen Medikamente nicht ein.
Nach dem 80. Geburtstag machte sich der Bildhauer Gedanken, was mit seinen Werken nach seinem Tod geschehen würde. Ein Angebot des Guggenheim-Museums hielt Brâncuși für das interessanteste, da ihn die Sorge einer möglichen Weltkatastrophe verfolgte. Es besagte, dass in New York ein Museum errichtet werden solle, „das den größten Teil seiner Arbeiten enthalten und dazu die Sicherheit eines Atombunkers bieten würde.“ Das Musée National d’Art Moderne machte Brâncuși den Vorschlag, dass die Schenkung seiner Werke an Frankreich, respektive an die Stadt Paris, erfolgen möge. Ende März 1956 kam der Plan auf, in Meudon auf dem Grundstück des Rodin-Museums ein Atelier für seine Werke zu bauen, der jedoch nicht realisiert wurde.
Constantin Brâncuși starb am 16. März 1957 nach langer Krankheit in Paris und wurde auf dem Cimetière Montparnasse beerdigt. Nach den testamentarischen Verfügungen des Bildhauers übergaben seine Alleinerben Natalia Dumitresco und Alexandre Istrati das gesamte Inventar seines Ateliers, mit Ausnahme von Bargeld, Wertpapieren und Aktien, zugunsten des Musée National d’Art Moderne an den französischen Staat. In Rumänien setzen sich Kulturaktivsten und Mitglieder des Parlaments für die Rückführung der sterblichen Überreste Brâncușis nach Rumänien ein, dafür finden auch öffentliche Kundgebungen statt.

## Werk

### Brâncușis bildhauerische Grundlagen
Das Jahr 1907 war der entscheidende Wendepunkt in der bildhauerischen Entwicklung Constantin Brâncușis. Waren seine früheren Arbeiten noch stark durch Auguste Rodins Naturalismus geprägt, so wandte sich der Bildhauer bei seinen figurativen Skulpturen nunmehr einerseits der taille directe, also der direkten sichtbaren Bearbeitung des Materials, andererseits der rigorosen Vereinfachung der Formen zu. Inspiriert und bestärkt wurde er durch die Holzplastiken von Paul Gauguin, die er 1906 in einer Retrospektive sah, und im Herbst 1907 durch die blockähnliche Steinplastik L’accroupi von André Derain in der Galerie Daniel Kahnweiler. Zwischen 1913 und 1914 arbeitete er mit verschiedenen Materialien wie Stein, Holz und Gips und ließ seine Arbeiten in Bronze gießen. Brâncușis Hauptsujet war der menschliche Kopf. Wie Pablo Picasso war Brâncuși von der afrikanischen Fetischkunst beeinflusst, die in einer neuen Art der Vergeistigung des Materials, gepaart mit der Situation des Körpers im Raum, zum prägenden Thema für die kubistische Plastik wurde.
Brâncușis bildhauerisches Vorgehen bestand in der Reduzierung des Sujets auf elementare Grundformen, die oftmals poliert waren. Der Künstler hob hervor, dass die Politur nur für eine fest geschlossene, ausgereifte Kernform notwendig sei. Der materielle Glanz der geschliffenen Oberfläche dürfe nicht als Dekoration verstanden werden, sondern als Öffnung zum Raum und als Voraussetzung eines transparenten Wechselspiels, wobei dem Licht eine gestalterische Aufgabe zufalle. Der Rückgriff auf geometrische Grundformen entsprach nicht nur Brâncușis archetypischem Formdenken, sondern gleichermaßen seinem Bestreben nach Abstraktion und „Primitivismus“ im bildhauerischen Gestalten.
Constantin Brâncuși

Verschiedene Sockelformen

Musée National d’Art Moderne,
Atelier Brancusi, Paris

Link zum Bild

(Bitte Urheberrechte beachten)
Eine Besonderheit im Werk des Bildhauers Brâncuși ist die Gestaltung des Sockels mit der Absicht, „alle Formen in einer Form zusammenzufassen und lebendig zu machen“. War der Sockel bisher nur als nebensächlicher Träger einer Skulptur betrachtet worden, widmete ihm der Künstler seine besondere Aufmerksamkeit und gab ihm eine bildhauerische Form. Er benutzte beispielsweise verschiedene Materialien für Skulptur und Sockel, wählte geometrische Formen, wenn die Skulptur weich-organisch angelegt war, oder türmte mehrere Sockelelemente übereinander. Ohne diese Sockelgestaltung wäre Alberto Giacomettis Einheit von Skulptur und Sockel nicht denkbar. Die in den 1960er Jahren aufkommenden Bodenplastiken, wie zum Beispiel die von Joseph Beuys, Richard Serra oder Robert Morris, folgten ebenfalls Brâncușis Anregung.

### Auswahl einiger Skulpturen
Constantin Brâncuși

Le Baiser, 1907/08

Stein

Hamburger Kunsthalle, Hamburg

Link zum Bild

Prométhée, 1911

Marmor

Philadelphia Museum of Art, Philadelphia

Link zum Bild

Maïastra, 1911

Polierte Bronze

Tate Gallery, London

Link zum Bild

Mademoiselle Pogány I, 1912

Marmor

Philadelphia Museum of Art, Philadelphia

Link zum Bild

Le Nouveau-Né I, 1915

Marmor

Philadelphia Museum of Art, Philadelphia

Link zum Bild

Princesse X, 1915/16

Polierte Bronze

Musée National d’Art Moderne,
Atelier Brancusi, Paris

Link zum Bild

(Bitte Urheberrechte beachten)
Mit der Steinskulptur Le Baiser (Der Kuss) von 1907, ein Zitat der gleichnamigen Skulptur Rodins aus dem Jahr 1886, machte sich der Bildhauer erstmals ein Thema zu eigen, das er im Laufe seines künstlerischen Lebens in verschiedenen Versionen, als Skulptur wie als Zeichnung, immer wieder neu aufgriff. Inspiriert von Skulpturen der rumänischen Volkskunst, mag sie darüber hinaus an die byzantinischen Kaiserfiguren erinnern, die sich auf der Nordseite der St. Markus Kathedrale in Venedig befinden, da diese einen ähnlichen Ausdruck aufweisen. In der Betonung der Hände und der sich umschlingenden Arme des blockhaft aufgefassten Motivs weist die Skulptur eine Verbindung zu André Derains hockenden Figuren auf, sowohl in Größe, Material, Schnitttechnik und Massivität. Derains Werk wurde im Herbst 1907 in der Galerie Daniel Kahnweiler gezeigt, kurz bevor Brâncuși die erste Skulptur des Kusses in Stein schlug.
Nach dem Kuss wurden seine Skulpturen zunehmend abstrakt. 1911 wandte sich Brâncuși dem Thema des Prometheus zu, das in der gleichnamigen Skulptur – einmal in einer Ausführung in Marmor sowie dreimal in Bronze – seine Gestalt fand. Die ungarische Malerin Margit Pogány hatte für den Bildhauer Passagen aus Johann Wolfgang von Goethes Pandora übersetzt, in denen es um den Aufstand der Titanen geht. Er verarbeitete das Thema nicht auf akademische Art: „Ich konnte doch diesen großartigen Mythos nicht durch einen Adler darstellen, der die Leber eines am Kaukasusgipfel angeketteten Körpers zerfrißt.“
Ab 1911 schuf der Bildhauer die Maïastra – mit Ausführungen in Marmor sowie in Bronze, gefolgt von einer Ausführung in polierter Bronze im Jahre 1912 –, ein goldener Wundervogel, der in rumänischen Legenden und Volkssagen als Pasărea Măiastră auftaucht. Ihm wird nachgesagt, dass er ein wunderbares Lied mit übernatürlicher Kraft von sich gab, dem Märchenprinzen half, seine Geliebte zu befreien, und der „an der Erschaffung der Welt und an dem Kampf zwischen Gut und Böse beteiligt“ war.
Brâncuși schuf fünf Versionen der Mademoiselle Pogány innerhalb von zwei Dekaden: den Gips aus dem Jahr 1912 und diesem folgende Ausführungen in Marmor und Bronze, die in den Jahren 1913, 1919, 1931 und 1933 entstanden. Mademoiselle Pogany I aus dem Jahr 1913 existiert in vier Bronzeversionen, bei denen die Haarpartie patiniert ist, sowie dem Gips. Mademoiselle Pogany II von 1919 besteht aus geädertem Marmor, der auf einem auf drei Holzsockeln stehenden Steinsockel befestigt ist und sich im Besitz des New Yorker Unternehmers Ronald S. Lauder befindet. Mademoiselle Pogany III aus dem Jahr 1931 ist in weißem Marmor ausgeführt, der auf einem Steinsockel steht; Mademoiselle Pogany III von 1933 ist eine polierte Bronze mit Steinsockel auf Holzsockel. Mademoiselle Pogany I und III (1912 und 1931) sind im Bestand des Philadelphia Museum of Art.
Im Jahr 1915 fertigte Brâncuși eines seiner bedeutendsten Werke, Le Nouveau-Né I (Der Neugeborene I). Die in Marmor gefertigte ovale Skulptur zeigt den Kopf eines Neugeborenen mit weit aufgerissenem Mund, das nach Luft schnappt. Der Bildhauer selbst drückte es folgendermaßen aus: „Die Lungen werden mit Luft angefüllt, das Dasein eines neuen Wesens auf dieser Erde wird erkennbar, mit all seiner Lebenskraft und seiner Angst vor den Mysterien.“ Und weiter: „Die Neugeborenen sind verärgert bei ihrer Geburt, da man sie gegen ihren Willen zur Welt bringt.“
Aus dem Jahr 1916 stammt die Skulptur Princesse X. Es gibt Vermutungen, dass Prinzessin Marie Bonaparte, Psychoanalytikerin und Bekannte von Sigmund Freud, Brâncuși zu der Skulptur angeregt haben könnte. Princesse X mit ihren runden Brüsten und langen Haaren erweckt mit ihren Formen mehr den Eindruck eines männlichen Geschlechtsteils, eines Phallus, was im Jahr 1920 zu einem Ausstellungsskandal in Paris geführt hatte. Die britische Bildhauerin und Schriftstellerin Nina Hamnett beschreibt in ihrem 1932 erschienenen Buch Laughing Torso die Bronze als eine Weiterentwicklung einer im Jahr 1909 entstandenen Skulptur – den verschollenen Marmor Portrait (Femme se regardant dans un miroir) oder Madame P. D. K. Brâncuși selbst erwähnte für die Bronze von 1916 eine zu dieser Zeit real existierende rumänische Prinzessin, die er jedoch geheim hielt.
Gleichfalls 1916 entstand die in Holz ausgeführte Studie Portrait de Mme Meyer (Porträt Mrs. Meyer), die im Jahr 1930 in leicht veränderter Formgebung in schwarzem Marmor unter dem Titel Portrait de Mme E. Meyer Jr. (Porträt von Mrs. E. Meyer Jr.) ausgeführt wurde. Agnes E. Meyer, die der Bildhauer 1912 durch Edward Steichen kennengelernt hatte, erwarb sie im Jahr 1934 für 3500 Dollar. Die Holzskulptur entstand in einer Periode, in der Brâncuși von der afrikanischen Kunst beeinflusst war. „Es war auch eine Phase, in der er sich mit dem Problem des Gleichgewichtes auseinandersetzte; der Entwurf des Kopfes war wegen des Umkippens eine Herausforderung und erzeugte ein Profil, das umso überraschender ist, wenn man den perfekten gerade Rücken in Betracht zieht. Das Werk ist, mit Ausnahme einer Variation, symmetrisch bis zum untersten Element; es strebt edel von seiner Basis aus nach oben und schafft es, den Eindruck einer ganzen Figur zu erwecken, obwohl lediglich der Kopf und der Hals gezeigt wird.“
Constantin Brâncuși

L’Oiseau d’or, 1919

Polierte Bronze

Art Institute of Chicago, Chicago

Link zum Bild

(Bitte Urheberrechte beachten)
L’Oiseau dans l’espace, 1923

weißer Marmor

Centre Pompidou, Paris

Link zum Bild

(Bitte Urheberrechte beachten)
Im Jahr 1919 entstand die Skulptur L’Oiseau d’or (Der goldene Vogel), ein weiterer Meilenstein in der künstlerischen Entwicklung Brâncușis; er streckte die ovale und weibliche Form der in Marmor gestalteten Maïastra von 1911, von der es eine in Bronze polierte Fassung von 1912 gibt, in die Senkrechte nach oben. Die dadurch erreichte Vereinfachung der Gesamtform betont den Schwung. „Diese Vereinfachung“, so schrieb der Bildhauer, „ist nicht das Ziel der Kunst. Man erreicht sie gegen seinen Willen, wenn man das Wahre und nicht die Hülle, die wir sehen, sondern das, was sie verbirgt, machen will.“
Mit L’Oiseau dans l’espace (Der Vogel im Raum) aus dem Jahr 1923 entstanden ab diesem Zeitpunkt 17 weitere Werke gleichen Titels. 1925 ein gelber Marmor, ein weißer Marmor und zwei polierte Bronzen; 1927 eine polierte Bronze; 1927/28 eine polierte Bronze; 1928 eine polierte Bronze und 1929 ein weißer Marmor; 1930 eine polierte Bronze; 1931 eine polierte Bronze, ein weißer Marmor, ein schwarzer Marmor und ein blaugrauer Marmor; um 1940 eine polierte Bronze; um 1940 bis 1941 eine polierte Bronze und ein blaugrau gefärbter Gips, der zwischen 1940 und 1945 entstand, sowie ein letzter blaugrauer Marmor aus dem Jahr 1947. Brâncuși konzentrierte sich nicht auf die körperlichen Attribute des Vogels, sondern auf dessen Bewegung. Flügel und Federn sind beseitigt, der Körper verlängert, Kopf und Schnabel auf eine schräg angelegte ovale Fläche reduziert. Er balanciert auf einem schlanken konischen Fuß, die Aufwärtsbewegung ist fließend.

### Das Târgu-Jiu-Ensemble
Zwischen Juni und September 1937 arbeitete der Bildhauer an einem Kriegsdenkmal in Târgu Jiu, einem Auftragswerk der Frauenliga von Gorj; er wählte am 25. Juli den Ort für die erste Skulptur des 1938 fertiggestellten dreiteiligen Denkmals aus. Die Werkteile La Colonne sans fin (Die endlose Säule), La Table du silence (Der Tisch des Schweigens) und La Porte du baiser (Das Tor des Kusses) bilden auf einer Strecke von etwa eineinhalb Kilometer eine Achse. Eine klare Deutung für das Ensemble gibt es nicht; mit seinem sakralen Charakter verweist es jedoch auf frühe rituelle Steinsetzungen und bildet einen Wegbereiter für neue offene Formen des Denkmals im 20. Jahrhundert.

#### Die endlose Säule

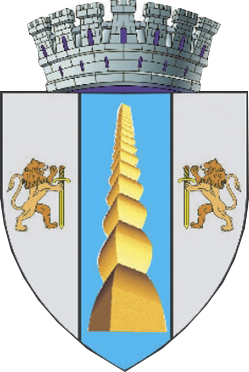
Das Stadtwappen Târgu Jius mit der Säule

Die Skulptur wurde an jenem Ort erbaut, an dem im Jahr 1916 die „rumänischen Truppen, […] die deutsche Offensive am Fluss Jiu zurückgeschlagen hatten […].“ Mit dem Motiv der Endlosen Säule hatte sich Brâncuși bereits seit dem Jahr 1917 beschäftigt. In diesem Jahr war es Bestandteil der Skulpturengruppe L'Enfant au monde.
Die Montage der aus Gusseisen gefertigten Säule mit ihren 15 rhombenförmigen Elementen sowie einem Halbelement und einem Dreiviertelelement wurde im November 1937 abgeschlossen und im selben Monat aufgerichtet; sie ragt 29,33 Meter in die Höhe und hat ein Gesamtgewicht von 29 Tonnen. Das Gesamtgewicht der Elemente beträgt 14226 Kilogramm; der Stahlkern wiegt 15 Tonnen. Im Inneren der Säule befinden sich vier Blitzableiter. Auf dem oberen Halbelement der Säule bildet eine undurchlässige Platte, die das Eindringen von Wasser verhindert, den Abschluss. Im Juli 1938 erfolgte die von einem Schweizer Unternehmen ausgeführte Verkleidung mit vergoldetem Messing.
In den 1950er Jahren sollte die Endlose Säule, die der kommunistischen Regierung als „zu bürgerlich“ missfiel, niedergerissen werden, der Plan wurde jedoch nicht ausgeführt. Im Mai 1996 nahm der internationale World Monuments Fund (WMF) das dreiteilige Ensemble von Târgu Jiu in die Liste der weltweit 100 am meisten gefährdeten Denkmäler auf, worauf außer dem WMF die Weltbank, UNESCO, die Henry Moore Foundation sowie zahlreiche private Spender Rumänien eine Restaurierung ermöglichten, die im Jahr 2000 abgeschlossen war.
Heute bildet die Endlose Säule das Hauptelement des Stadtwappens von Târgu Jiu.

#### Der Tisch des Schweigens
In der Nähe des Flusses Jiu findet sich weiterhin der von zwölf steinernen Rundhockern umgebene Tisch des Schweigens. Im Jahr 1937 wurde von Brâncuși ein erster Tisch aufgestellt. Nach seiner Rückkehr nach Paris beschlossen die Stadtväter, eine erläuternde Inschrift mit dem Namen des Bildhauers einmeißeln zu lassen, was Brâncuși nach seiner Rückkehr 1938 nach Targu-Jiu erzürnte, und er forderte, die Inschrift zu entfernen.
Doch der Tisch gefiel ihm nicht mehr, er ließ einen neuen größeren Tisch anfertigen und stellte ihn auf den kleineren Tisch. Die Aufstellung der zwölf steinernen, symmetrisch um den Tisch herum angeordneten Sitze hatte Brâncuși zunächst paarweise in 40 Zentimeter Entfernung vom Tisch konzipiert, akzeptierte später jedoch die gegenwärtige Einzelanordnung. Die Maße des oberen Tischdurchmessers betragen 2,15 m, die Dicke 0,43 m, der untere Durchmesser 2 m und 0,45 m Dicke.

#### Das Tor des Kusses
Dem Tisch des Schweigens folgt nach etwa 130 Metern das Tor des Kusses, das wie der Tisch aus hellem Travertin gefertigt ist. Die Arbeiten am Tor wurden im Juni 1937 begonnen und am 20. September 1938 beendet. Brâncuși hatte bei der Erstellung zwei Mitarbeiter: Ion Alexandrescu aus Bukarest und Golea aus Dobrita. Das Tor wurde am 27. Oktober 1938 in Târgu Jiu eingeweiht.
Die Proportionen des Tores wurden den Maßen des goldenen Schnitts entsprechend angelegt. Das Tor ist 5,13 m hoch, 6,54 m lang; die Pfosten haben eine Höhe von 3,32 m und eine Breite von 1,69 m. Das Kussmotiv wird auf jeder Fläche sechzehnmal und auf jeder Seite des Travertin-Frieses viermal wiederholt. Die Platten des Frieses sind mit einem Gerüst aus Eisen im Zement befestigt. An den beiden Schmalseiten des Tores steht jeweils eine Steinbank aus Granit. 

### Möbel und Objekte
Während seines ganzen Lebens baute Brâncuși verschiedene Möbel, Haushaltsgeräte, Werkzeuge und Gebrauchsgegenstände. Sie sollten nach den Wünschen des Bildhauers zusammen mit den Skulpturen zwischen der bildhauerischen Kunst und seinem Lebensbereich eine Einheit bilden. 1923 entstand beispielsweise eine Spinnrocke, die er nach seiner Rückkehr von einer gemeinsamen Reise mit Eileen Lane nach Rumänien herstellte. 1925 fertigte er mehrere Senkbleie an und 1928 einen selbstgebauten Ofen – mit Ofenrost, Zünder, Feuerhaken –, der in seiner Dunkelkammer stand. Zwischen 1928 und 1930 entstanden eine Lampe aus Kupfer, eine einfache Glühbirne in einer Fassung, die senkrecht auf einem kreuzförmigen Steinsockel steht, sowie 1940 ein Kessel zum Kaffeerösten. Acht Jahre später schuf der überzeugte Koch einen Herd, den er „Pfeife“ nannte und der als Verlängerung des Kamins diente.

### Fotografische Arbeiten
Brâncuși, der 1905 mit ersten Aufnahmen seiner Werke begonnen hatte, war 1914 sichtlich enttäuscht von einer Fotografie, die er bei Alfred Stieglitz im Zuge seiner New Yorker Ausstellung in dessen Galerie von einer seiner Marmorskulpturen gesehen hatte. Die Fotografie sei schön, repräsentiere jedoch nicht sein Werk. Er erkannte „bald die Möglichkeit der Kamera als Hilfsmittel für seine Arbeit als Bildhauer“. Seine Aufnahmen der größeren und kleineren Skulpturen zeigen immer auch den sie umgebenden Raum, das Atelier als Ganzes, quasi in der Art eines „Super-Kunstwerkes“. 1921 traf Brâncuși auf Man Ray, der ihm den Nutzen dieses Mediums bestätigte und ihn den Umgang mit großflächigen Negativen lehrte. Sie kauften sich ein Stativ, Glasplatten und eine hölzerne Kamera, womit Brâncuși fortan seine Fotografien anfertigte. Da der Bildhauer die Abzüge selbst entwickeln wollte, richtete er sich wenige Zeit später eine Dunkelkammer in einer Ecke seines Ateliers ein.
Als Brâncuși im Alter von 81 Jahren starb, hinterließ er neben einem Werk von 215 Skulpturen zudem 557 Negative auf Glasplatten – 122 Atelierfotos, 253 Werkfotos, 183 dokumentarische Fotos –, von denen er jeweils zwei oder drei Abzüge hergestellt hatte. Die insgesamt 1299 Fotografien beinhalten 251 Atelierfotos, 697 Werkfotos und 351 dokumentarischen Fotos.

## Rezeption

### Das Atelier Brâncușis
„Als ich den Bildhauer Brâncuși zum erstenmal besuchte, beeindruckte mich sein Atelier stärker als es eine Kathedrale jemals getan hatte. […] Alles sah so aus, als sei es von selbst gewachsen und aus sich heraus vollkommen.“

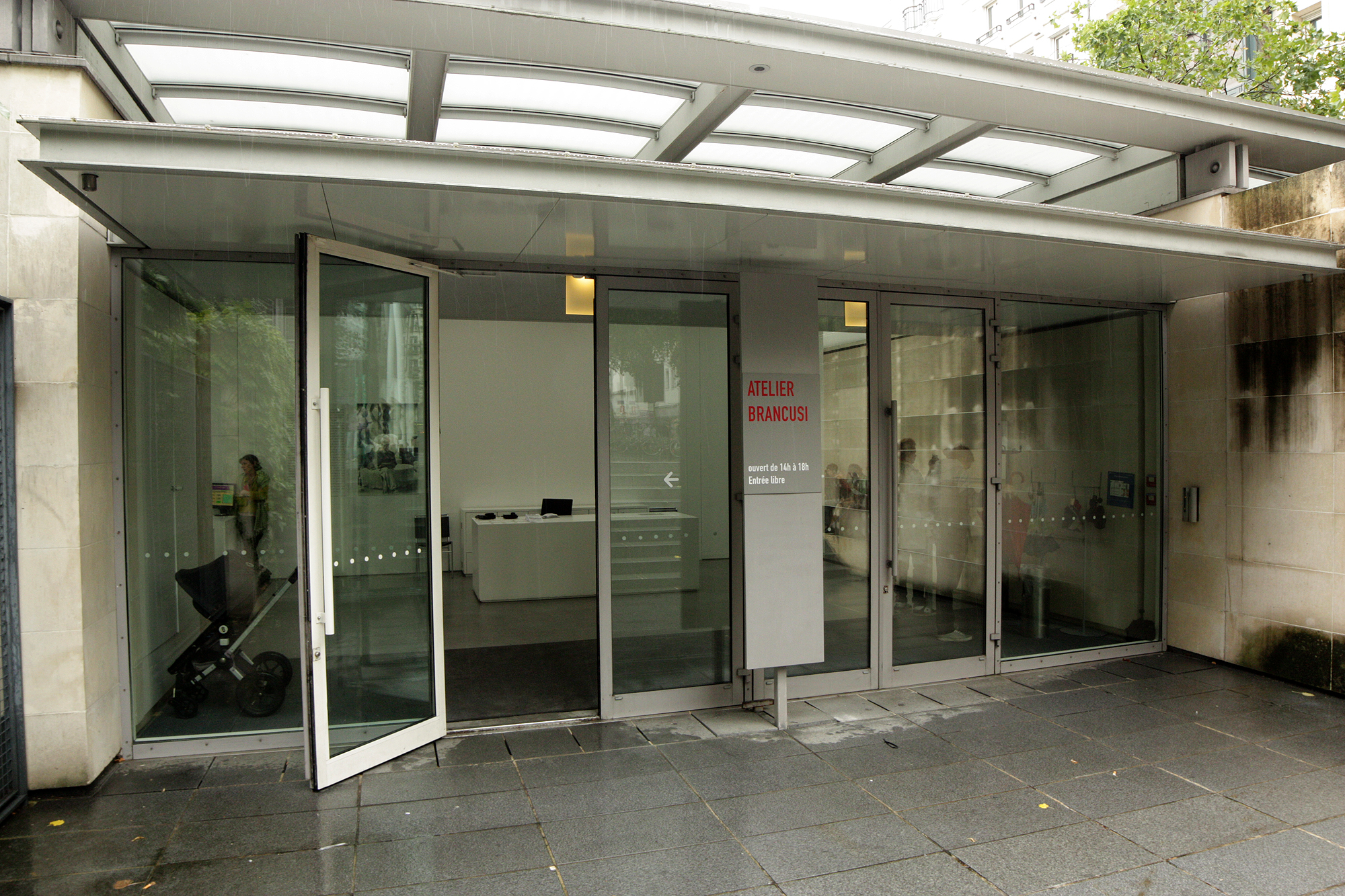
Eingang zum Nachbau des Ateliers an der Place Georges Pompidou

Brâncuși verweigerte sich häufig Ausstellungen und sah sein Atelier am Montparnasse in der Impasse Ronsin als den wahren Ort der Darstellung seiner Werke an. Dort inszenierte er sie mit farbigen Vorhängen und Beleuchtungsanlagen. Vom rohen Klotz bis zu den fertigen Objekten und deren Varianten einschließlich der verkauften Arbeiten, die er als Gipsfassung ausstellte, bis hin zu den selbst gefertigten Möbeln präsentierte Brâncuși seinen künstlerischen Entwurf: Er schuf Kunst als Totale wie die Wegbereiter der Moderne van Gogh, Paul Gauguin und Edvard Munch.
Der Kunsthistoriker Uwe M. Schneede beschreibt Brâncușis mediale Möglichkeiten, die dieser konsequent nutzte: Der Sockel als Teil der Skulptur, das Atelier als Gesamtkunstwerk, seine Fotografie als Deutung und visuelles Gedächtnis. So war er – ähnlich wie Kurt Schwitters in seinem Merzbau – Künstler und Kurator, Ausstellungsarchitekt, Fotograf und Interpret zugleich.
Nach dem Tod Constantin Brâncușis im Jahr 1957 erhielt das Musée National d’Art Moderne in Paris von seinem Nachlass den Inhalt seines Ateliers, das seine Bildhauerwerkzeuge sowie viele seiner bedeutendsten Skulpturen enthielt. Im Einklang mit seinem letzten Willen wurde das Atelier 1997 von dem Architekten Renzo Piano in seiner Gesamtheit rekonstruiert und der Öffentlichkeit zur Verfügung gestellt. Der Nachbau des Ateliers liegt neben dem Centre Georges Pompidou an der Rue Beaubourg Nr. 19, Place Georges Pompidou.

### Brâncușis Einfluss auf Modigliani

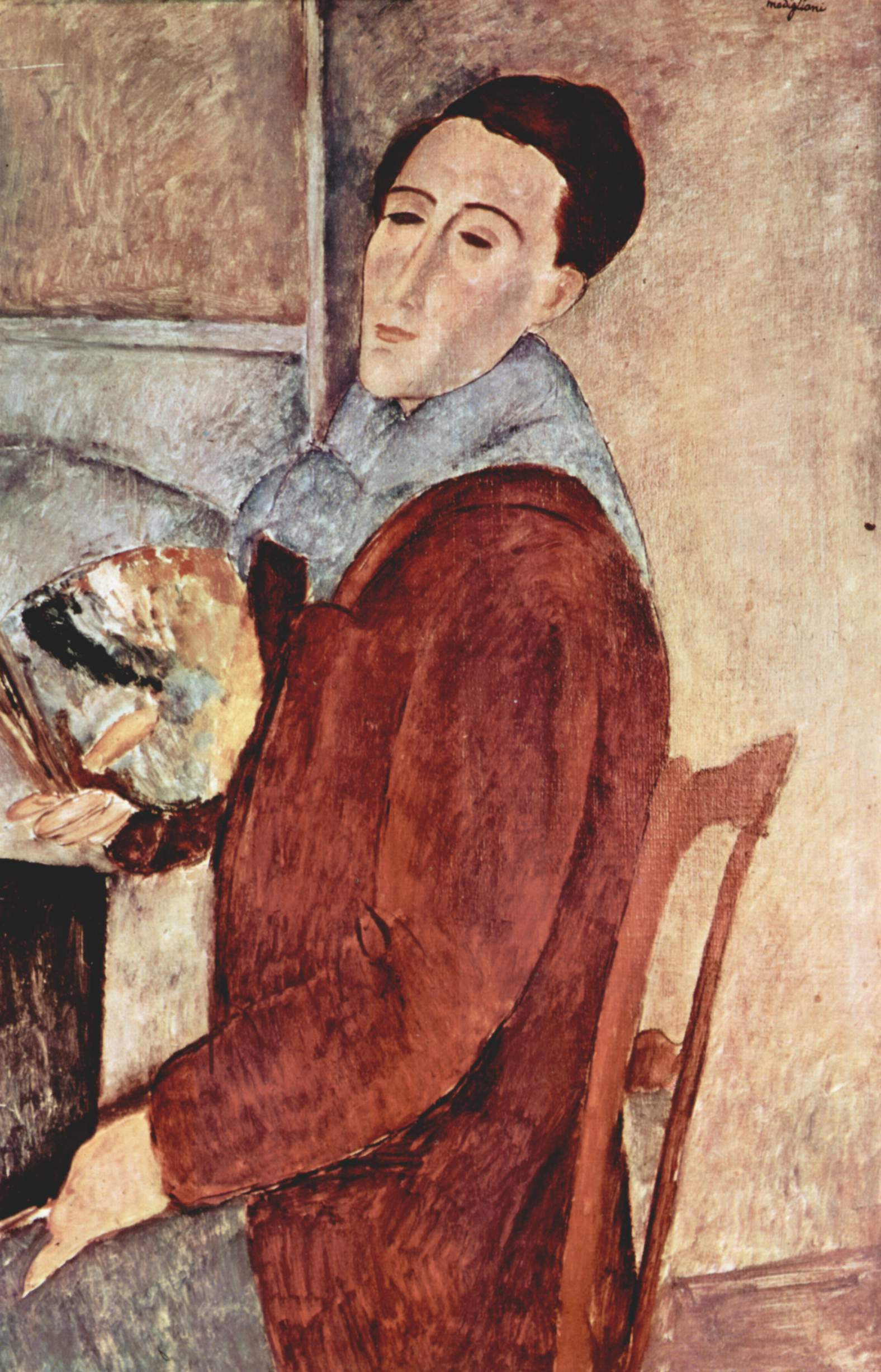
Amedeo Modigliani: Selbstbildnis, 1919

Im Jahr 1909 lernte der italienische Maler Amedeo Modigliani Constantin Brâncuși in Paris kennen und bezog auf dessen Anraten sein Atelier in der Cité Falguière am Montparnasse. Sie wurden Freunde, und durch Brâncușis Einfluss begann Modigliani schon in diesem Jahr mit der Steinbildhauerei, die er bis etwa 1914 in den Vordergrund seines Schaffens rückte, da er von dem knappen Stil Brâncușis und von afrikanischen Plastiken, die er durch diesen kennengelernt hatte, beeindruckt war. Die Kenntnis der afrikanischen Plastiken inspirierte Modigliani ebenfalls in seinen Gemälden zu seinen ovalen Porträtgesichtern und überlängten Körperformen. In seinem Eifer, als Bildhauer zu arbeiten, hatte Modigliani öfter versucht, den Marmor in einem Stück herauszuhauen. Brâncuși fand den Maler, dessen Gesundheit zu dieser Zeit durch den Konsum von Absinth und Haschisch stark litt und hierdurch diesen körperlichen Aufgaben nicht gewachsen war, eines Tages bewusstlos neben einem Steinblock liegen, den er bis zur völligen Erschöpfung bearbeitet hatte. Ein anderes Mal hatte er ihn vor seiner Ateliertür aufgehoben, ihn in sein Bett geschleppt und gewartet, bis Modigliani – der im hinteren Teil des Hofes der Impasse Ronsin 11 eine Gruppe von Ateliers besucht hatte, wo Opium geraucht wurde – zu Bewusstsein kam.

### Peggy Guggenheims Erinnerungen an Brâncuși

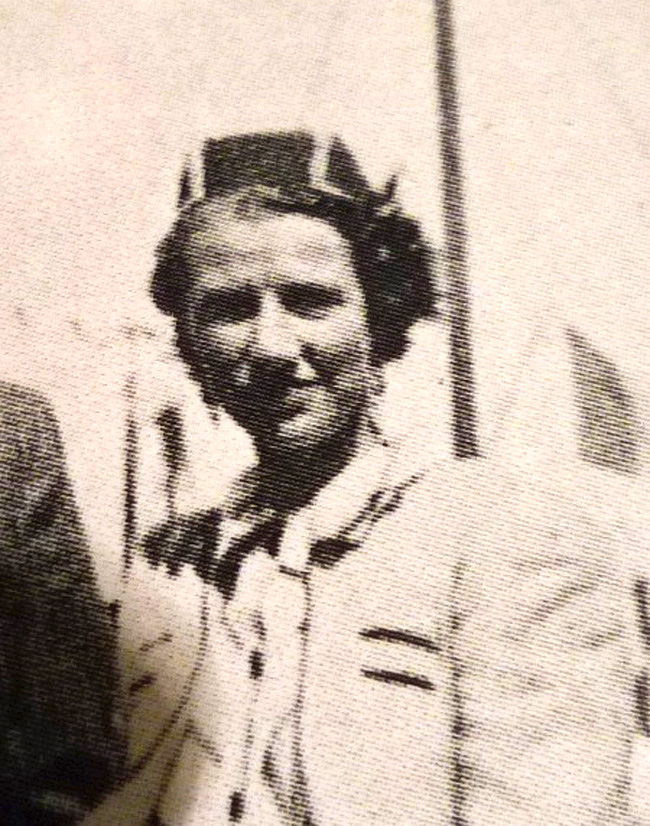
Peggy Guggenheim in Marseille, 1937

Der Bildhauer war mit einigen reichen Damen der Gesellschaft befreundet, beispielsweise mit der Baronin Renée Irana Frachon, Agnes E. Meyer und Nancy Cunard, von denen er Skulpturenporträts schuf, sowie Peggy Guggenheim. Guggenheim erinnerte sich 1960 in ihrer Autobiografie Out of this Century. Confessions of an Art Addict an ihre Beziehung: „Brancusi war ein wunderbarer kleiner Mann mit Bart und durchdringenden dunklen Augen. Zur einen Hälfte war er ein schlauer Landarbeiter, zur anderen ein richtiger Gott. Ich war sehr glücklich, wenn ich mit ihm zusammen war. Es war ein Privileg, ihn zu kennen; unglücklicherweise war er sehr besitzergreifend und wollte meine Zeit vollständig beanspruchen. Er nannte mich Pegitza […] Früher hat er schöne junge Mädchen auf seine Reisen mitgenommen. Jetzt wollte er mich mitnehmen, aber ich ließ es nicht zu. Er war in seinem Heimatland Rumänien gewesen, wo ihm die Regierung einen Auftrag für öffentliche Monumente angeboten hatte. Darüber war er sehr stolz. Die meiste Zeit seines Lebens war er sehr genügsam und vollkommen seinem Werk ergeben. Er gab alles dafür auf, selbst die Beziehung zu Frauen. Im Alter fühlte er sich daher sehr allein. Brancusi zog sich gern gut an und lud mich zum Essen ein, wenn er nicht selbst für mich kochte. Er litt an Verfolgungswahn und dachte immer, die Leute spionierten hinter ihm her. Er liebte mich sehr […]“

### Brâncușis Einfluss auf die Skulptur

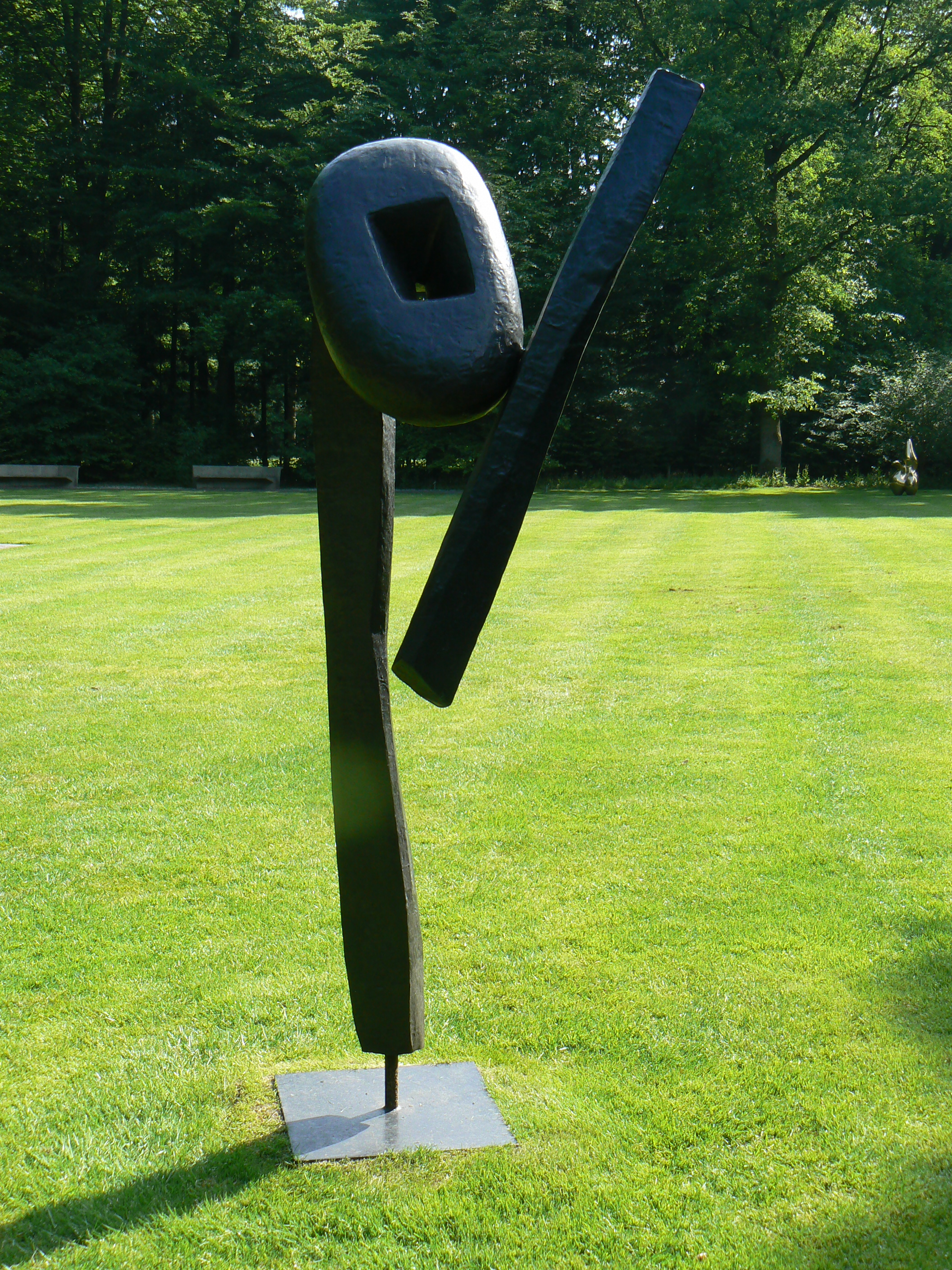
Isamu Noguchi: The Cry, Skulpturenpark am Kröller-Müller-Museum, Otterlo

Brâncușis modulare Skulptur der Endlosen Säule aus identischen Rhomboiden bot neue Möglichkeiten in der bildhauerischen Kunst, die vorher nicht existiert hatten. Sie wurden später von den amerikanischen Minimalisten aufgegriffen. Künstler, die seinen Spuren folgten, sind beispielsweise: Isamu Noguchi, Donald Judd, Carl Andre, William Tucker, Christopher Willmarth und Scott Burton, der Möbel als Skulpturen gestaltete und meinte, Brâncușis Sockel seien gleichermaßen Kunstwerke wie seine Holzarbeiten.
Claes Oldenburg, dessen Plastiken auf vielfältige und komplexe Weise für Form und Inhalt von den Skulpturen Brâncușis inspiriert sind, hat sich zum Beispiel in Colossal Clothspin (Kolossale Wäscheklammer) von 1972 auf die formale Nähe zu der Skulptur Der Kuss, die zwei Menschen darstellt, berufen. Gemäß der Pop Art verwandeln sie sich in einen künstlichen Gegenstand, in diesem Fall in eine Wäscheklammer. Dan Flavin hatte dem Bildhauer seine Neonplastik Diagonale des 25. Mai 1963, eine Neonröhre, gewidmet, die in ihrer Grundidee den polierten Bronzen Brâncușis entspricht. Flavin wollte durch diese Widmung seine minimalistische Plastik einreihen „in die große Geschichte der Bildhauerei […] und auf die eine oder andere Weise vermeiden, daß sein Werk als ganz gewöhnliche Lichtröhre aufgefaßt würde.“
Nach eigener Aussage war die britische Bildhauerin Barbara Hepworth nach einem Besuch in Brâncușis Atelier im Jahr 1932 beeindruckt von dem Künstler und seinem Werk. Seine Behandlung des rohen Steins inspirierte fortan ihr eigenes Werk.

### Brâncușis Bedeutung für die skulpturale Architektur

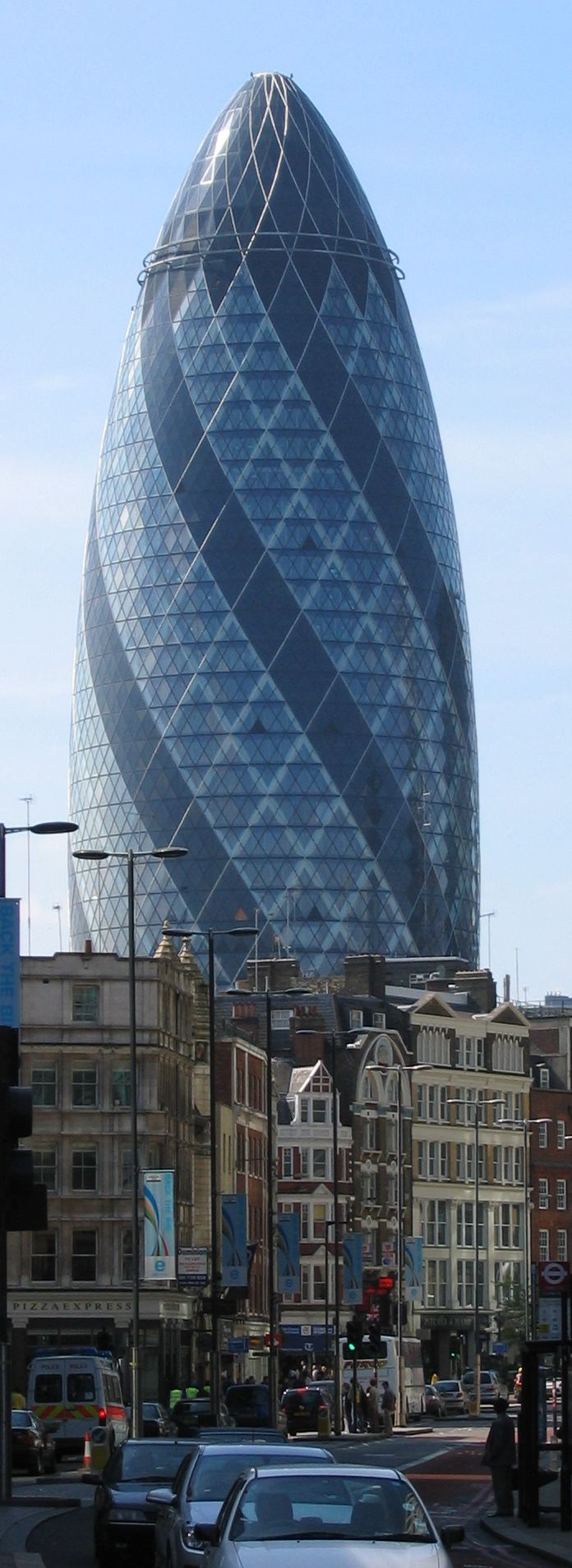
30 St Mary Axe, von Norman Foster entworfener Unternehmenssitz der „Swiss Re“ in London

Constantin Brâncușis Hinwendung zur skulpturalen Architektur ist für die Geschichte der modernen Architektur von grundlegender Bedeutung. Bei einem erstmaligen Besuch von Manhattan im Jahr 1926 soll er beim Anblick der Skyline überrascht ausgerufen haben: „Das ist ja mein Atelier!“. Die Wolkenkratzer der Gegenwart nähern sich tatsächlich immer mehr der skulpturalen Erscheinung an. „Der Sieg über den Maßstab“ ist eine Erfindung der zwanziger und dreißiger Jahre des letzten Jahrhunderts; im Zeitalter des Computers, der keine Dimension mehr kennt, findet sie eine nicht immer unproblematische Nachfolge. In der Ausstellung „ArchiSkulptur“ 2004/2005 in Basel war unter anderem das körperhafte Modell des in London eingeweihten Wolkenkratzers der „Swiss Re“ von Norman Foster zur Marmorskulptur L’Oiseau (1923/47) von Brâncuși in Beziehung gesetzt. Jean Nouvel entwarf 1989 für La Défense in Paris ein 425 Meter hohes Bürogebäude mit der Bezeichnung „Tour sans fins“ („Turm ohne Enden“), dessen Erscheinung mit zunehmender Höhe filigraner wurde. Der Entwurf wurde später jedoch nicht realisiert.

### György Ligetis Etüde nach derColonne sans fin
Der aus Rumänien gebürtige Komponist György Ligeti komponierte um 1993 eine Etüde für Piano Solo Nr. 14, die er nach der Endlosen Säule Brâncușis Coloana fără sfârșit nannte und die nach deren Verhältnissen von 16 Modulen und einem Halbmodul – korrekterweise sind es 15 Module, ein Halbmodul und ein Dreiviertelmodul – komponiert wurde, wobei die Tonleiter in einer „unendlichen“ Spirale aufsteigt.

### Brâncuși auf dem Kunstmarkt
Im Mai 2005 erreichte bei einer Auktion von Christie’s eine Version von Brâncușis Werk L’Oiseau dans l’espace (Der Vogel im Raum), gefertigt aus grau-blauem Marmor, den Rekord für den höchsten Preis einer Skulptur: Der Hammer fiel bei 27,5 Mio. US-$. Diese Version war bisher den Kunstwissenschaftlern nicht bekannt. Ein Experte von Christie’s hatte sie in Frankreich in einer Dachkammer entdeckt.
Der Rekord wurde im Februar 2009 noch übertroffen: Ebenfalls bei Christie’s, auf der Kunstauktion des verstorbenen Yves Saint Laurent sowie seines Lebensgefährten Pierre Bergé, erzielte die hölzerne Skulptur Portrait de Madame L. R. (Porträt Madame L. R.) aus dem Jahr 1914–1917 einen Preis von über 29 Mio. US-$.
2012 erreichte bei Christie’s in New York eine auf Hochglanz polierte Bronze von Le premier cri (Der erste Schrei) aus dem Jahr 1917 den Zuschlag bei 13,2 Mio. US-$. Sie war jahrzehntelang in der Sammlung des Brâncuși-Freundes Henri-Pierre Roché enthalten. Im Mai 2017 erzielte eine nur 27 cm messende Bronzeskulptur (Schlafende Muse) auch wieder bei Christie’s 51 Millionen Dollar (Schätzwert 25 bis 35 Mio.).

### Ehrungen

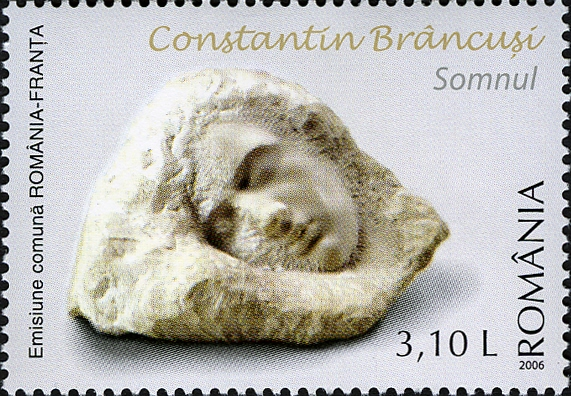
Der Schlaf auf einer rumänischen Briefmarke

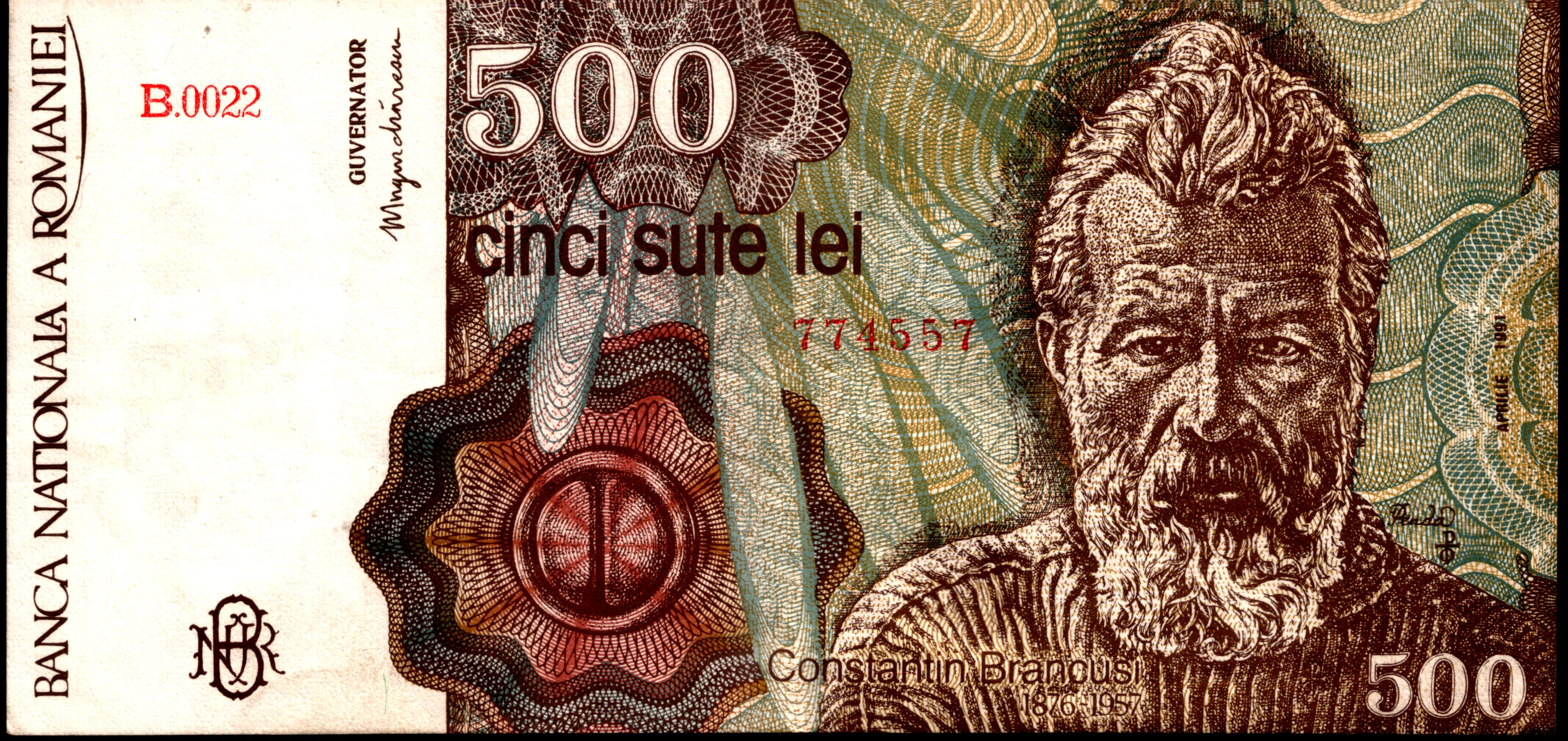
Vorderseite der rumänischen Banknote aus dem Jahr 1991 mit Brâncușis Porträt

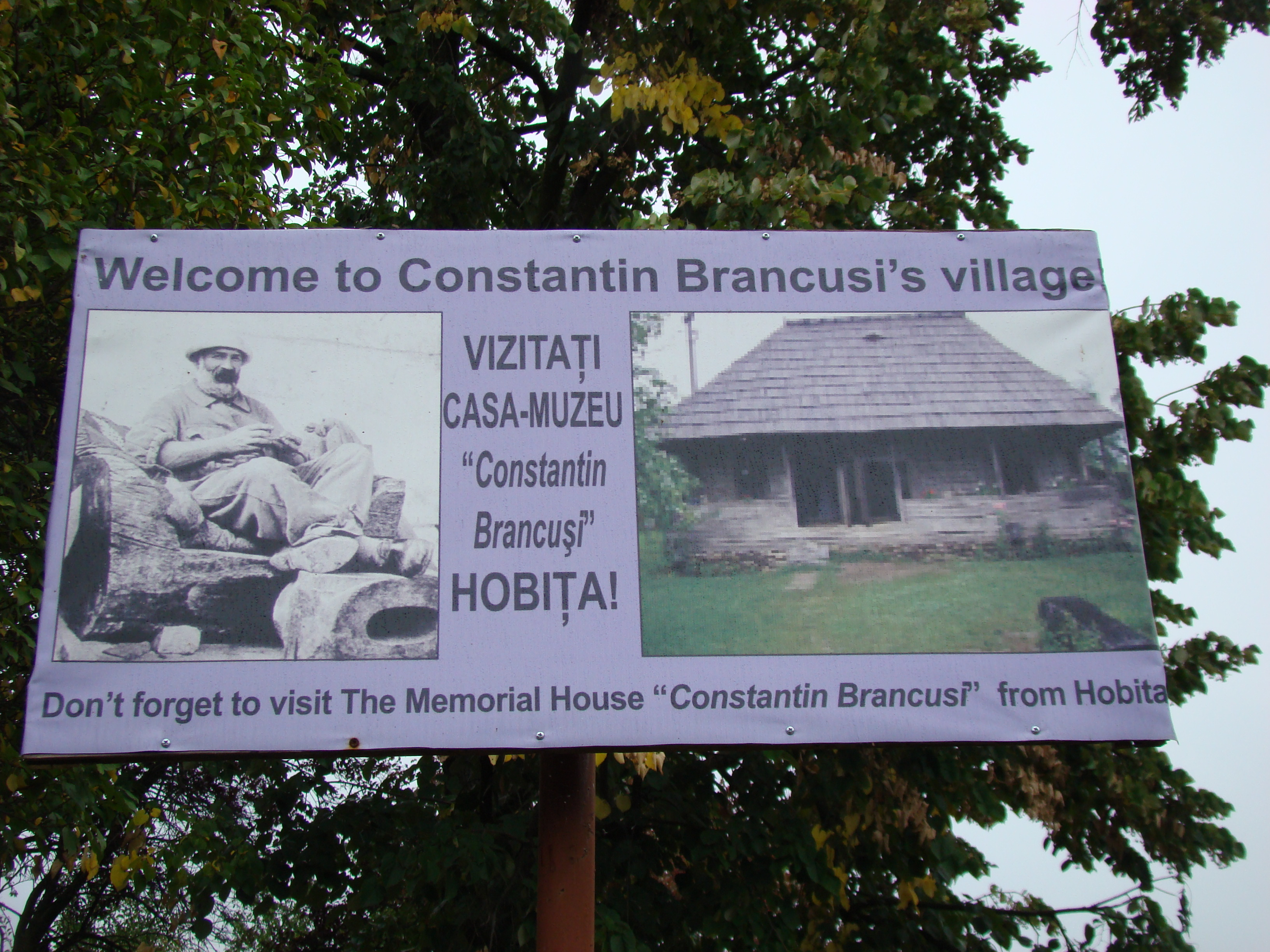
Hinweistafel in Hobița

In der postkommunistischen Ära in Brâncușis Geburtsland Rumänien ab 1989 wurde er 1990 postum als Mitglied in die Rumänische Akademie aufgenommen. In den Jahren 1991 und 1992 brachte die Rumänische Nationalbank Banknoten, die auf den Vorderseiten ein Porträt Brâncușis zeigen, im Wert von 500 Lei heraus.
Ebenfalls im Jahr 1992 wurde in Târgu Jiu die Universität Constantin Brâncuși (Universitatea Constantin Brâncuși) eröffnet. Die nach Brâncuși benannte Universität hat fünf Fakultäten und drei zusätzliche Fachbereiche.
Sein Geburtsort Hobița widmete ihm das „Casa memorială Constantin Brâncuși“.
Der deutsche Bildhauer Erwin Wortelkamp schuf im Jahr 1991 eine Holzskulptur mit dem Titel Ehrung für Brâncuși. Auch musikalisch ist Brâncuși geehrt worden: Der Komponist Gerhard Rosenfeld widmete ihm 1995 eine Sonate für Violine und Klavier mit dem Titel Pour Brâncuși.
Der Asteroid (6429) Brâncusi wurde nach ihm benannt.

## Ausstellungen (Auswahl)

### Einzelausstellungen
- 1914: Galerie 291, New York
- 1926: Wildenstein Gallery, New York
- 1926: Brummer Gallery, New York
- 1955–1956: Solomon R. Guggenheim Museum, New York
- 1969: Brancusi-Retrospektive. Philadelphia Museum of Art, Katalog von Sidney Geist
- 1996: Brancusi: Selected Masterworks from the Musée National d’Art Moderne und Museum of Modern Art, Museum of Modern Art, New York
- 1999: Constantin Brancusi. The National Museum of Art of Romania, Bukarest
- 2003: La dation Brancusi. Musée National d’Art Moderne, Paris
- 2003: Constantine Brancusi Photographs. Albion, London
- 2004: Constantin Brancusi – The Essence of Things. Solomon R. Guggenheim Museum, New York
- 2004: Constantin Brancusi – The essence of things. Tate Britain, London
- 2005: Brancusi – L’opera al bianco. Peggy Guggenheim Collection, Venedig
- 2005: Histoire de l’Atelier Brancusi. Musée National d’Art Moderne, Paris
- 2009: Constantin Brâncuși – Art Photographer. Nationalmuseum Warschau
- 2009/10: Constantin Brâncusi. Der Bildhauer als Fotograf. Museum der Weltkulturen, Frankfurt am Main
- 2011: Brancusi, film, photographie, images sans fin. Musée National d’Art Moderne, Paris
- 2018/19: Constantin Brancusi Sculpture. Museum of Modern Art (MoMA), New York, 22. Juli 2018 bis 17. Februar 2019
- 2019/20: Brancusi. Palais des Beaux-Arts de Bruxelles (BOZAR), Brüssel, 2. Oktober 2019 bis 12. Januar 2020[103]
- 2022/23: Brancusi Photographie. Galerie Gmurzynska, Zürich, 10. November 2022 bis Januar 2023
- 2023/24: Brancusi: Romanian Sources & Universal Perspectives. Muzeul de Artă Timișoara (Rumänien), 30. September 2023 bis 28. Januar 2024[104]
- 2024: Brancusi. Centre Georges-Pompidou, Paris, 27. März bis 1. Juli 2024

### Gruppenausstellungen
- 1907: Salon d’Automne, Paris
- 1913: Armory Show, New York
- 1913: Salon des Indépendants, Paris
- 1920: Salon des Indépendants, Paris
- 1926: Trinational Art. Wildenstein Gallery, New York (Februar)
- 1929: Deuxième exposition de sculpture internationale. Galerie Bernheim-Jeune, Paris
- 1936: Cubism and Abstract Art. Museum of Modern Art, New York
- 1940: Modern Masters from European and Amerivan Collectors. Museum of Modern Art, New York
- 1942: Art of This Century, New York
- 1943: Mirror of our Time, The Gallatin Collection. Philadelphia Museum of Art, Philadelphia (Mai)
- 1944: History of an American ‚291‘ and After. Selections from the Stieglitz Collection, Philadelphia Museum of Art, Philadelphia
- 1949: Galerie Maeght, Paris
- 1954: Begründer der modernen Plastik. Kunsthaus Zürich, Zürich
- 1955–1956: The Solomon R. Guggenheim Museum, New York
- 1959: documenta II, Kassel
- 1964: documenta III, Kassel
- 1986: SkulpturSein. Kunsthalle Düsseldorf, Düsseldorf
- 1995: La Biennale di Venezia. Venedig
- 1997: Encounters With Modern Art: Works from the Rothschild Family Collections. San Francisco Museum of Modern Art, San Francisco
- 2008: A Forest of Sculptures. The Simon Spierer Collection. National Museum of Contemporary Art (MNAC), Bukarest
- 2008: 1914 – La Vanguardia y la Gran Guerra. Museo Thyssen-Bornemisza, Madrid
- 2008: Modigliani y su tiempo. Museo Thyssen-Bornemisza, Madrid
- 2009: Leaving Rodin behind? Sculpture in Paris, 1905–1914. Musée d’Orsay, Paris
- 2009/10: Von Rodin bis Giacometti – Plastik der Moderne. Staatliche Kunsthalle Karlsruhe
- 2011: Constantin Brancusi und Richard Serra, Fondation Beyeler, Basel, 22. Mai bis 11. August 2011
- 2014: Brancusi, Rosso, Man Ray – Framing Sculpture, Museum Boijmans Van Beuningen, Rotterdam, 8. Februar bis 11. Mai

## Werke (Auswahl)
- 1898: Vitellius. Gips, 61 × 43 × 27 cm, Muzeul de Arta, Craiova
- 1900: Laocoon (Laokoon). Gips, erste Ausführung in Ton, (verschollen)
- 1903: Général Dr. Carol Davila (General Dr. Carol Davila). Gips, 71 × 61 × 33 cm, Institut Sanitar Militar, Bukarest
- 1905: L’Orgeuil (Der Stolz). Gips, um 31 × 20 × 22 cm, Muzeul de Arta, Craiova
- 1906: L’Enfant (Das Kind). Gips, um 35 × 25,7 × 22,5 cm Sammlung George Oprescu, Bukarest
- 1907: Le Baiser (Der Kuss). Stein, 32,5 × 24,5 × 20 cm, Muzeul de Arta, Craiova
- 1908: Tête d’enfant (Kinderkopf). Marmor, 17,1 × 30,5 cm, Sammlung Yolanda Penteado, São Paulo
- 1909: Le Baiser (Der Kuss). Stein, 89 × 30 × 20 cm; Steinsockel, 155 × 64 × 33 cm, Friedhof Montparnasse, Grab Tanioucha Rashewskaia
- 1909: La Muse endormie I (Die schlummernde Muse I). Marmor, 17,2 × 27,6 × 21,2 cm, Hirshhorn Museum and Sculpture Garden, Washington, D.C.
- 1910: La Baronne R. F. (Die Baronin R. F.). Stein, 27 cm, Standort unbekannt
- 1910: La Muse endormie I (Die schlummernde Muse I). Bronze, 17,5 × 26,5 × 19 cm, Musée National d’Art Moderne, Paris
- 1911: Maïastra. Polierte Bronze, 90,5 × 17,1 × 17,8 cm, Tate Gallery, London
- 1911: Prométhée (Prometheus). Marmor, 12,7 × 7,7 cm, Philadelphia Museum of Art, The Louis and Walter Arensberg Collection, Philadelphia
- 1912: Mademoiselle Pogány I. Marmor, 61 × 43 × 27 cm, Philadelphia Museum of Art, Philadelphia
- 1913: Mademoiselle Pogány I. Bronze, 43,8 × 27 × 30 cm, Museum of Modern Art, New York
- 1914: Deux pingouins (Zwei Pinguine). Marmor, 54 × 28,3 × 30,8 cm, Art Institute of Chicago, Chicago
- 1914–1917: Portrait de Madame L. R. (Porträt Madame L. R.). Eichenholz, Höhe 117,1 cm, Privatbesitz
- 1916: Portrait de Mme Meyer (Porträt Mrs. Meyer). Holz, 83 × 18 × 24 cm, Musée National d’Art Moderne, Paris
- 1916: Princesse X (Prinzessin X). Marmor, 55,8 × 28 × 22,8 cm, Musée National d’Art Moderne, Paris
- 1916: Sculpture pour aveugles (Skulptur für Blinde). Marmor, 15,2 × 30,4 cm, Philadelphia Museum of Art, Philadelphia
- 1917: La Muse endormie II (Die schlummernde Muse II). Alabaster, 16,5 × 29,9 × 21 cm, Washington Gallery of Modern Art, Washington, D.C.
- 1917: Le Premier cri (Der erste Schrei). Polierte Bronze, 17 × 25,8 × 18 cm, Louisiana Museum, Humlebæk
- 1919: L’Oiseau d’or (Der goldene Vogel). Polierte Bronze, 217,8 × 29,9 × 29,9 cm 53,5 cm, Art Institute of Chicago, Chicago
- 1920: La Colonne sans fin (Die endlose Säule). Holz (alte Eiche), 558 × 34 × 37 cm, Musée National d’Art Moderne, Atelier Brancusi, Paris
- 1919: Mademoiselle Pogány II. Geäderter Marmor, 44,2 × 20 × 27 cm, Privatsammlung, Chicago
- 1917: La Muse endormie II (Die schlummernde Muse II). Bronze, 17 × 28,6 × 17 cm, Privatsammlung
- 1922: Socrate (Socrates). Holz, 111 × 28,8 × 36,8 cm, Museum of Modern Art, New York
- 1923: L’Oiseau dans l’espace (Der Vogel im Raum). Weißer Marmor, 144,1 × 16,5 cm, Museum of Modern Art, New York (das erste Werk einer Serie)
- 1923: Tête, Eileen (Kopf, Eileen). Onyx, 29 × 24 × 16 cm, Musée National d’Art Moderne, Paris
- 1925: L’Oiseau dans l’espace (Der Vogel im Raum). Polierte Bronze, 127 × 15,5 cm, Philadelphia Museum of Art, Philadelphia
- 1927: Jeune Fille sophistiquée [Portrait de Nancy Cunard] (Sich zierendes Mädchen [Porträt Nancy Cunard]). Holz, 55 × 12,5 × 55 cm, Nelson-Atkins Museum of Art, Kansas City
- 1927: L’Oiseau dans l’espace (Der Vogel im Raum). Polierte Bronze, 184,8 × 16,5 × 12 cm, in: Ein Wald der Skulpturen – Sammlung Simon Spierer, Hessisches Landesmuseum Darmstadt
- 1930: Le Grand Poisson (Der große Fisch). Polierte Bronze, Marmorsockel, Kalksteinsockel, 53,70 × 181 × 14 cm, Höhe großer Sockel 57 cm, Kunsthalle Mannheim
- 1930: Portrait de Mme E. Meyer Jr. (Porträt von Mrs. E. Meyer Jr.). 133 cm, schwarzer Marmor, National Gallery of Art, Washington, D.C.
- 1931: Mademoiselle Pogány III. weißer Marmor, 45,1 cm, Philadelphia Museum of Art
- 1933: Mademoiselle Pogány III. polierte Bronze, 44,5 × 17,8 × 24,1 cm, Privatsammlung
- 1937–1938: La Colonne sans fin (Die endlose Säule). 29,33 m, Târgu Jiu
- 1937–1938: La Porte du baiser (Das Tor des Kusses). 513 × 654 × 196 cm, Târgu Jiu
- 1937–1938: La Table du silence (Der Tisch des Schweigens). 45 cm, ⌀ 215 cm, Târgu Jiu
- 1943: Le Phoque (Der Seehund). Grauer geäderter Marmor, 112 × 100 × 84 cm, Musée National d’Art Moderne, Paris
- 1943: La Tortue (Die Schildkröte). Weißer Marmor, 31,8 × 93 × 69 cm, Solomon R. Guggenheim Museum, Paris

## Dokumentation
- Brancusi – Der Erfinder der modernen Skulptur. Regie: Alain Fleischer, ARTE F, Frankreich, 52 Minuten, 2023